# Liste der Stolpersteine in Hamburg-Winterhude
Die Liste der Stolpersteine in Hamburg-Winterhude enthält alle Stolpersteine, die im Rahmen des gleichnamigen Kunst-Projekts von Gunter Demnig in Hamburg-Winterhude verlegt wurden. Mit ihnen soll Opfern des Nationalsozialismus gedacht werden, die in Hamburg-Winterhude lebten und wirkten.
Diese Seite ist Teil der Liste der Stolpersteine in Hamburg, da diese mit insgesamt 7272 (Stand: Juli 2025) Steinen zu groß würde und deshalb je Stadtteil, in dem Steine verlegt wurden, eine eigene Seite angelegt wurde.
| Adresse                    | Person(en)                               | Inschrift | Bilder | Anmerkung |
| -------------------------- | ---------------------------------------- | --- | ------ | --- |
| Agnesstraße 2 ·            | Max Bernstein                            | Hier wohnte Max Bernstein Jg. 1896 verhaftet KZ Fuhlsbüttel KZ Neuengamme ermordet 14.10.1938                                                                                |        | Eintrag auf stolpersteine-hamburg.de |
| Agnesstraße 30 ·           | John Rittmeister                         | Hier wohnte Dr. John Rittmeister Jg. 1898 inhaftiert hingerichtet 13.5.1943 Bln-Plötzensee                                                                                   |        | Eintrag auf stolpersteine-hamburg.de |
| Agnesstraße 36 ·           | Mathilde Ascher                          | Hier wohnte Mathilde Ascher Jg. 1877 deportiert 1941 Minsk ermordet |        | Eintrag auf stolpersteine-hamburg.de |
| Agnesstraße 39 ·           | Brunhilde Olschewitz geb. Henner         | Hier wohnte Brunhilde Olschewitz geb. Henner Jg. 1912 deportiert 1941 Minsk ???                                                                                              |        | Eintrag auf stolpersteine-hamburg.de links vom Eingang |
| Agnesstraße 39 ·           | Manfred Olschewitz                       | Hier wohnte Manfred Olschewitz Jg. 1908 deportiert 1941 Minsk ??? |        | Eintrag auf stolpersteine-hamburg.de links vom Eingang |
| Agnesstraße 39 ·           | Richard Carl Abraham                     | Hier wohnte Richard Carl Abraham Jg. 1871 gedemütigt/entrechtet Flucht in den Tod 8.4.1942                                                                                   |        | Eintrag auf stolpersteine-hamburg.de Ein weiterer Stolperstein befindet sich in Hamburg-Altstadt. |
| Agnesstraße 39 ·           | Charlotte Rosenbacher geb. Bendix        | Hier wohnte Charlotte Rosenbacher geb. Bendix Jg. 1874 deportiert 1941 Minsk ???                                                                                             |        | Eintrag auf stolpersteine-hamburg.de links vom Eingang |
| Agnesstraße 46 ·           | Daniel Münden                            | Hier wohnte Daniel Münden Jg. 1866 Flucht Holland deportiert 1943 ermordet in Sobibor                                                                                        |        | Eintrag auf stolpersteine-hamburg.de |
| Agnesstraße 46 ·           | Gerhard Münden                           | Hier wohnte Gerhard Münden Jg. 1909 Flucht Holland deportiert 1943 ermordet in Auschwitz                                                                                     |        | Eintrag auf stolpersteine-hamburg.de |
| Agnesstraße 46 ·           | Rike Martha Münden geb. Heymann          | Hier wohnte Rike Martha Münden geb. Heymann Jg. 1876 Flucht Holland deportiert 1943 ermordet in Sobibor                                                                      |        | Eintrag auf stolpersteine-hamburg.de |
| Agnesstraße 53 ·           | Rudolf Lippmann                          | Hier wohnte Rudolf Lippmann Jg. 1913 gedemütigt/entrechtet Flucht in den Tod 13. Okt. 1933                                                                                   |        | Eintrag auf stolpersteine-hamburg.de |
| Agnesstraße 55 ·           | Elsbet Flora Götz                        | Hier wohnte Elsbet Flora Götz Jg. 1901 deportiert 1942 Theresienstadt 1944 Auschwitz ???                                                                                     |        | Eintrag auf stolpersteine-hamburg.de Ihr 3/4 Porträt von Max Beckmann (1924) in der Sammlung des Behnhauses in Lübeck (Inv.-Nr. 1967/83). |
| Agnesstraße 55 ·           | Friederike Agnes Götz geb. Falk          | Hier wohnte Friederike Agnes Götz geb. Falk Jg. 1869 deportiert 1942 Theresienstadt ermordet 11.6.1944                                                                       |        | Eintrag auf stolpersteine-hamburg.de |
| Agnesstraße 62 ·           | Anna Hertz geb. Seligmann                | Hier wohnte Anna Hertz geb. Seligmann Jg. 1876 deportiert 1942 Theresienstadt 1944 Auschwitz ermordet                                                                        |        | Eintrag auf stolpersteine-hamburg.de |
| Agnesstraße 62 ·           | Elisabeth Liebrecht geb. Hertz           | Hier wohnte Elisabeth Liebrecht geb. Hertz Jg. 1903 gedemütigt/entrechtet Flucht in den Tod 6.8.1942                                                                         |        | Eintrag auf stolpersteine-hamburg.de |
| Alsterdorfer Straße 8 ·    | Paul Buhrmeister                         | Hier wohnte Paul Buhrmeister Jg. 1892 eingewiesen 1938 Alsterdorfer Anstalten 1943 Heilanstalt Eichberg ‚verlegt‘ 12.10.1943 Heilanstalt Hadamar ermordet 29.10.1943         |        | Eintrag auf stolpersteine-hamburg.de |
| Alsterdorfer Straße 40 ·   | Erika Ilse Etter                         | Hier wohnte Erika Ilse Etter Jg. 1922 gehenkt 23.4.1945 im KZ Neuengamme |        | Eintrag auf stolpersteine-hamburg.de |
| Alsterdorfer Straße 40 ·   | Werner Etter                             | Hier wohnte Werner Etter Jg. 1913 verhaftet 1943 Zuchthaus Brandenburg enthauptet 19.2.1945                                                                                  |        | Eintrag auf stolpersteine-hamburg.de |
| Alsterdorfer Straße 108 ·  | Cäcilie Bauer geb. Rosenberg             | Hier wohnte Cäcilie Bauer geb. Rosenberg Jg. 1871 emigriert Niederlande deportiert 1942 ermordet in Auschwitz                                                                |        | Eintrag auf stolpersteine-hamburg.de |
| Alsterdorfer Straße 113 ·  | Bruno Meisel                             | Hier wohnte Bruno Meisel Jg. 1883 verhaftet Zuchthaus Brandenburg ermordet 13.11.1944                                                                                        |        | Eintrag auf stolpersteine-hamburg.de |
| Alsterdorfer Straße 125 ·  | Nanette Rosenbaum geb. Wolf              | Hier wohnte Nanette Rosenbaum geb. Wolf Jg. 1881 deportiert 1941 Riga ermordet                                                                                               |        | Eintrag auf stolpersteine-hamburg.de |
| Alsterdorfer Straße 125 ·  | Samuel Rosenbaum                         | Hier wohnte Samuel Rosenbaum Jg. 1878 deportiert 1941 Riga ermordet |        | Eintrag auf stolpersteine-hamburg.de |
| Andreasstraße 6 ·          | Harald Falk                              | Hier wohnte Harald Falk Jg. 1905 Flucht 1933 Frankreich interniert Drancy deportiert 1944 Auschwitz ermordet 15.5.1944                                                       |        | Eintrag auf stolpersteine-hamburg.de |
| Andreasstraße 6 ·          | Hermann Moritz Falk                      | Hier wohnte Dr. Hermann Moritz Falk Jg. 1874 Flucht 1939 Frankreich tot 23.11.1939 Gueret                                                                                    |        | Eintrag auf stolpersteine-hamburg.de Ein weiterer Stolperstein befindet sich in Hamburg-Neustadt. |
| Andreasstraße 16 ·         | Gert Grossmann                           | Hier wohnte Gert Grossmann Jg. 1918 deportiert 1941 ermordet in Łodz/Litzmannstadt                                                                                           |        | Eintrag auf stolpersteine-hamburg.de |
| Andreasstraße 16 ·         | Ernst Joseph Grossmann                   | Hier wohnte Ernst Joseph Grossmann Jg. 1882 deportiert 1941 Łodz/Litzmannstadt ermordet in Chelmno/Kulmhof                                                                   |        | Eintrag auf stolpersteine-hamburg.de |
| Andreasstraße 16 ·         | Heinz Grossmann                          | Hier wohnte Heinz Grossmann Jg. 1913 deportiert 1941 Łodz/Litzmannstadt ermordet 10.4.1942                                                                                   |        | Eintrag auf stolpersteine-hamburg.de |
| Andreasstraße 16 ·         | Marianne Grossmann geb. Münzer           | Hier wohnte Marianne Grossmann geb. Münzer Jg. 1883 deportiert 1941 ermordet in Łodz/Litzmannstadt                                                                           |        | Eintrag auf stolpersteine-hamburg.de |
| Andreasstraße 16 ·         | Alice Insel geb. Münzer                  | Hier wohnte Alice Insel geb. Münzer Jg. 1882 eingewiesen 1940 Heilanstalt Langenhorn ‚verlegt‘ 23.9.1940 Brandenburg ermordet 23.9.1940 ‚Aktion T4‘                          |        | Eintrag auf stolpersteine-hamburg.de |
| Andreasstraße 35 ·         | Gregor Czaczkes                          | Hier wohnte Gregor Czaczkes Jg. 1923 Flucht 1938 Holland interniert Westerbork deportiert 1943 Sobibor ermordet 9.7.1943                                                     |        | Eintrag auf stolpersteine-hamburg.de |
| Andreasstraße 35 ·         | Leonie Czaczkes geb. Stern               | Hier wohnte Leonie Czaczkes geb. Stern Jg. 1895 Flucht 1938 Holland interniert Westerbork deportiert 1943 Sobibor ermordet 2.7.1943                                          |        | Eintrag auf stolpersteine-hamburg.de |
| Andreasstraße 35 ·         | Siegmund Czaczkes                        | Hier wohnte Siegmund Czaczkes Jg. 1894 Flucht 1938 Holland interniert Westerbork deportiert 1943 Sobibor ermordet 2.7.1943                                                   |        | Eintrag auf stolpersteine-hamburg.de |
| Andreasstraße 35 ·         | Erika Timm                               | Hier wohnte Erika Timm Jg. 1943 eingewiesen 1944 Alsterdorfer Anstalten ‚verlegt‘ 3.8.1944 Kinderfachabteilung Heilanstalt Uchtspringe ermordet 24.8.1944                    |        | Eintrag auf stolpersteine-hamburg.de |
| Barmbeker Straße 93 ·      | Rudolf Klug                              | Hier wohnte Rudolf Klug Jg. 1905 im Widerstand mehrmals verhaftet 1937 KZ Sachsenhausen verurteilt wegen ‚Landesverrat‘ erschossen 18.3.1944 bei Narvik                      |        | Eintrag auf stolpersteine-hamburg.de Ein weiterer Stolperstein befindet sich in Hamburg-Hoheluft-Ost. |
| Barmbeker Straße 127 ·     | Anna Levy                                | Hier wohnte Anna Levy Jg. 1864 gedemütigt/entrechtet Flucht in den Tod 15.7.1942                                                                                             |        | Eintrag auf stolpersteine-hamburg.de |
| Barmbeker Straße 177 ·     | Hermann Strübing                         | Hier wohnte Hermann Strübing Jg. 1891 verhaftet KZ Fuhlsbüttel ermordet 27.11.1936                                                                                           |        | Eintrag auf stolpersteine-hamburg.de |
| Bei der Matthäuskirche 5 · | Walter Oettinger                         | Hier wohnte Walter Oettinger Jg. 1905 Flucht 1939 Holland versteckt ermordet 24.5.1943 Amsterdam                                                                             |        | Eintrag auf stolpersteine-hamburg.de |
| Beim Jacobjstift 5 ·       | Siegfried Behrens                        | Hier wohnte Siegfried Behrens Jg. 1898 deportiert 1941 Minsk ermordet |        | Eintrag auf stolpersteine-hamburg.de |
| Beim Jacobjstift 5 ·       | Minna Behrens geb. Jacobsohn             | Hier wohnte Minna Behrens geb. Jacobsohn Jg. 1901 deportiert 1941 Minsk ermordet                                                                                             |        | Eintrag auf stolpersteine-hamburg.de |
| Beim Jacobjstift 5 ·       | Ruth-Bella Behrens                       | Hier wohnte Ruth-Bella Behrens Jg. 1932 deportiert 1941 Minsk ermordet |        | Eintrag auf stolpersteine-hamburg.de |
| Bellevue 34 ·              | Adolf Peine                              | Hier wohnte Adolf Peine Jg. 1874 deportiert 1942 Theresienstadt Minsk ??? |        | Eintrag auf stolpersteine-hamburg.de Stolperstein liegt neben dem Gehweg Ecke Bellevue/Scheffelstraße |
| Bellevue 34 ·              | Auguste Peine geb. Graf                  | Hier wohnte Auguste Peine geb. Graf Jg. 1884 deportiert 1942 Theresienstadt Minsk ???                                                                                        |        | Eintrag auf stolpersteine-hamburg.de Stolperstein liegt neben dem Gehweg Ecke Bellevue/Scheffelstraße |
| Bellevue 34 ·              | Wally Simon geb. Peine                   | Hier wohnte Wally Simon geb. Peine Jg. 1879 deportiert 1942 Theresienstadt ermordet am 21.1.1943                                                                             |        | Eintrag auf stolpersteine-hamburg.de Stolperstein liegt neben dem Gehweg Ecke Bellevue/Scheffelstraße |
| Bellevue 34 ·              | William Simon                            | Hier wohnte William Simon Jg. 1870 verhaftet 3.3.1939 Zollfahndungsstelle tot beim Verhör 3.3.1939                                                                           |        | Eintrag auf stolpersteine-hamburg.de Stolperstein liegt neben dem Gehweg Ecke Bellevue/Scheffelstraße |
| Bellevue 34 ·              | Betty von der Heydt geb. Krim            | Hier wohnte Betty von der Heydt geb. Krim Jg. 1889 deportiert 1942 Auschwitz ???                                                                                             |        | Eintrag auf stolpersteine-hamburg.de Stolperstein liegt neben dem Gehweg Ecke Bellevue/Scheffelstraße |
| Blumenstraße 14 ·          | Heinrich Ullmann                         | Hier wohnte Heinrich Ullmann Jg. 1882 deportiert 1941 ermordet in Minsk |        | Eintrag auf stolpersteine-hamburg.de |
| Blumenstraße 31a ·         | Louise Hess geb. Mecklenburg             | Hier wohnte Louise Hess geb. Mecklenburg Jg. 1873 entrechtet/gedemütigt Flucht in den Tod 18.7.1942                                                                          |        | Eintrag auf stolpersteine-hamburg.de |
| Blumenstraße 32 ·          | Hildegard Ladewig geb. Bucka             | Hier wohnte Hildegard Ladewig geb. Bucka Jg. 1892 gedemütigt/entrechtet Flucht in den Tod 30.11.1944                                                                         |        | Eintrag auf stolpersteine-hamburg.de |
| Blumenstraße 32 ·          | Annemarie Ladewig                        | Hier wohnte Annemarie Ladewig Jg. 1919 1945 KZ Fuhlsbüttel gehenkt 23.4.1945 im KZ Neuengamme                                                                                |        | Eintrag auf stolpersteine-hamburg.de Blumenstraße / Mövenstraße |
| Blumenstraße 32 ·          | Rudolf Ladewig                           | Hier wohnte Rudolf Ladewig Jg. 1923 1945 KZ Fuhlsbüttel gehenkt 23.4.1945 im KZ Neuengamme                                                                                   |        | Eintrag auf stolpersteine-hamburg.de Blumenstraße / Mövenstraße |
| Blumenstraße 36a ·         | Elisabeth Rebecca Vogel geb. Wolf        | Hier wohnte Elisabeth Rebecca Vogel geb. Wolf Jg. 1878 verhaftet 1942 KZ Fuhlsbüttel deportiert 1942 ermordet in Auschwitz                                                   |        | Eintrag auf stolpersteine-hamburg.de Ein weiterer Stolperstein befindet sich in Hamburg-Harvestehude. |
| Blumenstraße 37 ·          | Emma Goldberg geb. Maass                 | Hier wohnte Emma Goldberg geb. Maass Jg. 1877 deportiert 1942 Theresienstadt 1944 Auschwitz ermordet                                                                         |        | Eintrag auf stolpersteine-hamburg.de |
| Blumenstraße 37 ·          | Hugo Goldberg                            | Hier wohnte Hugo Goldberg Jg. 1875 deportiert 1942 Theresienstadt ermordet 3.11.1943                                                                                         |        | Eintrag auf stolpersteine-hamburg.de |
| Blumenstraße 37 ·          | Adolf Maass                              | Hier wohnte Adolf Maass Jg. 1875 deportiert 1942 Theresienstadt ermordet in Auschwitz                                                                                        |        | Eintrag auf stolpersteine-hamburg.de |
| Blumenstraße 37 ·          | Käthe Maass geb. Elsbach                 | Hier wohnte Käthe Maass geb. Elsbach Jg. 1887 deportiert 1942 Theresienstadt ermordet in Auschwitz                                                                           |        | Eintrag auf stolpersteine-hamburg.de |
| Blumenstraße 41 ·          | Susanne May geb. Blumberg                | Hier wohnte Susanne May geb. Blumberg Jg. 1908 gedemütigt/entrechtet Flucht in den Tod 7.5.1938                                                                              |        | Eintrag auf stolpersteine-hamburg.de |
| Blumenstraße 46 ·          | Edith Stoppelmann geb. Koppel            | Hier wohnte Edith Stoppelmann geb. Koppel Jg. 1904 Flucht 1935 Belgien deportiert 1942 Auschwitz ermordet                                                                    |        | Eintrag auf stolpersteine-hamburg.de |
| Blumenstraße 46 ·          | Gerhard Stoppelmann                      | Hier wohnte Gerhard Stoppelmann Jg. 1904 Flucht 1935 Belgien deportiert 1942 Auschwitz ermordet                                                                              |        | Eintrag auf stolpersteine-hamburg.de |
| Blumenstraße 49 ·          | Christiane Müller-Dannien                | Hier wohnte Christiane Müller-Dannien Jg. 1926 eingewiesen 1931 Alsterdorfer Anstalten ‚verlegt‘ 14.11.1943 Heilanstalt Rickling ermordet 7.1.1945                           |        | Eintrag auf stolpersteine-hamburg.de |
| Blumenstraße 52 ·          | Paul Löwenthal                           | Hier wohnte Paul Löwenthal Jg. 1872 gedemütigt/entrechtet tot 5.8.1943 |        | Eintrag auf stolpersteine-hamburg.de |
| Braamkamp 12 ·             | Bruno Otto Fries                         | Hier wohnte Bruno Otto Fries Jg. 1885 ‚Schutzhaft‘ 1943 Gefängnis Fuhlsbüttel deportiert Auschwitz ermordet 24.8.1943                                                        |        | Eintrag auf stolpersteine-hamburg.de |
| Braamkamp 36 ·             | Alice Ascher                             | Hier wohnte Alice Ascher Jg. 1880 deportiert 1941 ermordet in Riga |        | Eintrag auf stolpersteine-hamburg.de |
| Braamkamp 36 ·             | Emilie Ascher geb. Blumenfeld            | Hier wohnte Emilie Ascher geb. Blumenfeld Jg. 1858 entrechtet/gedemütigt Flucht in den Tod 19.7.1942                                                                         |        | Eintrag auf stolpersteine-hamburg.de |
| Braamkamp 36 ·             | Margot Doctor                            | Hier wohnte Margot Doctor Jg. 1897 deportiert 1941 Riga ermordet |        | Eintrag auf stolpersteine-hamburg.de |
| Braamkamp 38 ·             | Marie Fraenkel geb. Deutsch              | Hier wohnte Marie Fraenkel geb. Deutsch Jg. 1861 deportiert 1943 Theresienstadt tot 12.10.1943                                                                               |        | Eintrag auf stolpersteine-hamburg.de |
| Braamkamp 39 ·             | Arnold Milkuschütz                       | Hier wohnte Arnold Milkuschütz Jg. 1878 deportiert 1941 Ghetto Minsk ermordet                                                                                                |        | Eintrag auf stolpersteine-hamburg.de |
| Braamkamp 39 ·             | Gertrud Milkuschütz geb. Hirsch          | Hier wohnte Gertrud Milkuschütz geb. Hirsch Jg. 1879 deportiert 1942 Theresienstadt 1944 Auschwitz ermordet                                                                  |        | Eintrag auf stolpersteine-hamburg.de |
| Braamkamp 39 ·             | Ludwig Milkuschütz                       | Hier wohnte Ludwig Milkuschütz Jg. 1875 deportiert 1942 Theresienstadt 1944 Auschwitz ermordet                                                                               |        | Eintrag auf stolpersteine-hamburg.de |
| Braamkamp 39 ·             | Martha Milkuschütz geb. Glogau           | Hier wohnte Martha Milkuschütz geb. Glogau Jg. 1866 deportiert 1942 Theresienstadt ermordet 29.8.1942                                                                        |        | Eintrag auf stolpersteine-hamburg.de |
| Braamkamp 40 ·             | Elisabeth Melchior geb. Friedburg        | Hier wohnte Elisabeth Melchior geb. Friedburg Jg. 1875 deportiert 1941 ermordet in Riga                                                                                      |        | Eintrag auf stolpersteine-hamburg.de |
| Braamkamp 42 ·             | Gertrud Becker                           | Hier wohnte Gertrud Becker Jg. 1895 eingewiesen 1931 Alsterdorfer Anstalten ‚verlegt‘ 16.8.1943 Am Steinhof Wien ermordet 15.9.1944                                          |        | Eintrag auf stolpersteine-hamburg.de |
| Cäcilienstraße 6 ·         | Carl Josef Müller                        | Hier wohnte Carl Josef Müller Jg. 1865 deportiert 1942 Theresienstadt ermordet 29.10.1942                                                                                    |        | Eintrag auf stolpersteine-hamburg.de Stolperstein liegt auf dem Gehweg vor dem Zugang zu Haus Nr. 6 |
| Cäcilienstraße 6 ·         | Louise Rebecca Müller geb. Hauer         | Hier wohnte Louise Rebecca Müller geb. Hauer Jg. 1872 deportiert 1942 Theresienstadt ermordet 1944 in Auschwitz                                                              |        | Eintrag auf stolpersteine-hamburg.de Stolperstein liegt auf dem Gehweg vor dem Zugang zu Haus Nr. 6 |
| Cäcilienstraße 11 ·        | Benny Rosenbaum                          | Hier wohnte Benny Rosenbaum Jg. 1880 verhaftet 1935 Zuchthaus Hamburg ermordet 28.5.1942 Sachsenhausen                                                                       |        | Eintrag auf stolpersteine-hamburg.de |
| Cäcilienstraße 11 ·        | Gustel Witkower                          | Hier wohnte Gustel Witkower Jg. 1886 deportiert 1941 ermordet in Riga |        | Eintrag auf stolpersteine-hamburg.de |
| Dorotheenstraße 43 ·       | Margarete Windmüller geb. Simon          | Hier wohnte Margarete Windmüller geb. Simon Jg. 1883 eingewiesen 1940 ‚Heilanstalt‘ Berlin-Buch ermordet 11.3.1941                                                           |        | Eintrag auf stolpersteine-hamburg.de |
| Dorotheenstraße 50 ·       | Olga Memleb                              | Hier wohnte Olga Memleb Jg. 1908 eingewiesen 1935 Alsterdorfer Anstalten ‚verlegt‘ 16.8.1943 Am Steinhof Wien tot an den Folgen 12.5.1945                                    |        | Eintrag auf stolpersteine-hamburg.de |
| Dorotheenstraße 59 ·       | Johanna Nehemias geb. Rothgiesser        | Hier wohnte Johanna Nehemias geb. Rothgießer Jg. 1867 deportiert 1942 Theresienstadt ermordet 5.4.1943                                                                       |        | Eintrag auf stolpersteine-hamburg.de |
| Dorotheenstraße 59 ·       | Julius Nehemias                          | Hier wohnte Julius Nehemias Jg. 1895 eingewiesen 1940 Landesanstalt Brandenburg ermordet                                                                                     |        | Eintrag auf stolpersteine-hamburg.de |
| Dorotheenstraße 93 ·       | Herbert Heckscher                        | Hier wohnte Herbert Heckscher Jg. 1921 deportiert 1943 Theresienstadt Groß-Rosen 1945 Buchenwald ermordet 27.2.1945                                                          |        | Eintrag auf stolpersteine-hamburg.de |
| Dorotheenstraße 123 ·      | Ernst David Steindecker                  | Hier wohnte Ernst David Steindecker Jg. 1890 deportiert 1942 ermordet in Auschwitz                                                                                           |        | Eintrag auf stolpersteine-hamburg.de |
| Dorotheenstraße 123 ·      | Regina Steindecker geb. Steindecker      | Hier wohnte Regina Steindecker geb. Steindecker Jg. 1898 deportiert 1942 ermordet in Auschwitz                                                                               |        | Eintrag auf stolpersteine-hamburg.de |
| Dorotheenstraße 141 ·      | Martha Marie Baumgarten                  | Hier wohnte Martha Marie Baumgarten Jg. 1866 deportiert 1942 Theresienstadt ermordet 10.9.1942                                                                               |        | Eintrag auf stolpersteine-hamburg.de |
| Efeuweg 14 ·               | Paula Weinberg geb. Plaut                | Hier wohnte Paula Weinberg geb. Plaut Jg.1882 deportiert 1941 Riga ??? |        | Eintrag auf stolpersteine-hamburg.de |
| Efeuweg 16 ·               | Alice Baum geb. Haarburger               | Hier wohnte Alice Baum geb. Haarburger Jg. 1873 gedemütigt/entrechtet Flucht in den Tod 15.10.1941                                                                           |        | Eintrag auf stolpersteine-hamburg.de |
| Efeuweg 39 ·               | Pauline Mathilde Neubauer                | Hier wohnte Pauline Mathilde Neubauer geb. Hoffa Jg. 1870 gedemütigt/entrechtet Flucht in den Tod 7.1.1942                                                                   |        | Eintrag auf stolpersteine-hamburg.de |
| Efeuweg 56 ·               | Clara Emma Olshausen geb. Hirschfeld     | Hier wohnte Clara Emma Olshausen geb. Hirschfeld Jg. 1864 deportiert 1944 Theresienstadt ermordet 18.1.1944                                                                  |        | Eintrag auf stolpersteine-hamburg.de |
| Eppendorfer Stieg 6 ·      | Adolf Goetz                              | Hier wohnte Adolf Goetz Jg. 1876 deportiert 1941 Łodz/Litzmannstadt ermordet 18.2.1944                                                                                       |        | Eintrag auf stolpersteine-hamburg.de |
| Eppendorfer Stieg 6 ·      | Margarete Goetz geb. Rothschild          | Hier wohnte Margarete Goetz geb. Rothschild Jg. 1879 deportiert 1941 Łodz/Litzmannstadt 1942 Chelmno/Kulmhof ermordet Mai 1942                                               |        | Eintrag auf stolpersteine-hamburg.de |
| Eppendorfer Stieg 11 ·     | Anna Seidner geb. Peschek                | Hier wohnte Anna Seidner geb. Peschek Jg. 1885 deportiert 1941 Minsk ??? |        | Eintrag auf stolpersteine-hamburg.de |
| Eppendorfer Stieg 11 ·     | Emil Seidner                             | Hier wohnte Emil Seidner Jg. 1879 deportiert 1941 Minsk ??? |        | Eintrag auf stolpersteine-hamburg.de |
| Fernsicht ·                | Ilka Feis geb. Hess                      | Hier wohnte Ilka Feis geb. Hess Jg. 1896 verhaftet 1941 KZ Fuhlsbüttel deportiert 1941 Łodz ermordet                                                                         |        | Eintrag auf stolpersteine-hamburg.de Stolperstein liegt vor Haus Nr. 5 Ein weiterer Stolperstein befindet sich in Hamburg-Rotherbaum. |
| Flemingstraße 3 ·          | Braina Horenstein geb. Schechter         | Hier wohnte Braina Horenstein geb. Schechter Jg. 1870 deportiert 1942 Theresienstadt 1943 Auschwitz ermordet                                                                 |        | Eintrag auf stolpersteine-hamburg.de |
| Flemingstraße 3 ·          | Moses Horenstein                         | Hier wohnte Moses Horenstein Jg. 1860 deportiert 1942 Theresienstadt ermordet 23.11.1942                                                                                     |        | Eintrag auf stolpersteine-hamburg.de |
| Flemingstraße 12 ·         | Conrad Warnecke                          | Hier wohnte Conrad Warnecke Jg. 1877 verhaftet 1940 KZ Fuhlsbüttel tot an Haftfolgen 30.7.1942                                                                               |        | Eintrag auf stolpersteine-hamburg.de |
| Forsmannstraße 7 ·         | Margarethe Baalhorn geb. Weinert         | Hier wohnte Margarethe Baalhorn geb. Weinert Jg. 1894 Haft 1937/1939 KZ Fuhlsbüttel tot an Haftfolgen                                                                        |        | Eintrag auf stolpersteine-hamburg.de |
| Geibelstraße 24 ·          | August Schmidt                           | Hier wohnte August Schmidt Jg. 1884 Gestapohaft tot an Haftfolgen 3.8.1939                                                                                                   |        | Eintrag auf stolpersteine-hamburg.de Stolperstein liegt im Gehweg links von der Einfahrt Ein weiterer Stolperstein befindet sich in Hamburg-Altstadt. |
| Geibelstraße 39 ·          | Erika Hoffmann                           | Hier wohnte Erika Hoffmann Jg. 1931 eingewiesen 1934 Alsterdorfer Anstalten ‚verlegt‘ 7.8.1943 Heilanstalt Eichberg ermordet 6.9.1943                                        |        | Eintrag auf stolpersteine-hamburg.de |
| Geibelstraße 61 ·          | Karl Peters                              | Hier wohnte Karl Peters Jg. 1919 verhaftet 1939 Straf- und Jugendgefängnis Neumünster Flucht in den Tod 6.6.1940                                                             |        | Eintrag auf stolpersteine-hamburg.de |
| Geißlertwiete 12 ·         | Betty Chassel                            | Hier wohnte Betty Chassel Jg. 1877 deportiert 1941 Łodz/Litzmannstadt 1942 Chelmno/Kulmhof ermordet                                                                          |        | Eintrag auf stolpersteine-hamburg.de |
| Georg-Thielen-Gasse 2 ·    | Max Kupferbach                           | Hier wohnte Max Kupferbach Jg. 1880 verhaftet 1939 KZ Fuhlsbüttel deportiert 1941 ermordet in Minsk                                                                          |        | Eintrag auf stolpersteine-hamburg.de |
| Georg-Thielen-Gasse 9 ·    | Alphons Abel                             | Hier wohnte Alphons Abel Jg. 1866 deportiert 1942 Theresienstadt tot 2.11.1943                                                                                               |        | Eintrag auf stolpersteine-hamburg.de Alphons Abel ist der Urgroßvater von Susan Sideropoulos |
| Georg-Thielen-Gasse 9 ·    | Martha Abel geb. Kupferbach              | Hier wohnte Martha Abel geb. Kupferbach Jg. 1879 deportiert 1942 Theresienstadt ermordet in Auschwitz                                                                        |        | Eintrag auf stolpersteine-hamburg.de |
| Georg-Thielen-Gasse 13 ·   | Käthe Minna Reiss geb. Lievendag         | Hier wohnte Käthe Minna Reiss geb. Lievendag Jg. 1899 ‚Polenaktion‘ 1938 Bentschen/Zbaszyn ermordet im besetzten Polen                                                       |        | Eintrag auf stolpersteine-hamburg.de |
| Gertigstraße 9 ·           | Bertha Sommerfeld                        | Hier wohnte Bertha Sommerfeld Jg. 1896 1941 KZ Fuhlsbüttel deportiert 1941 Ravensbrück ermordet 12.6.1942                                                                    |        | Eintrag auf stolpersteine-hamburg.de |
| Gertigstraße 9 ·           | Hertha Sommerfeld                        | Hier wohnte Hertha Sommerfeld Jg. 1910 deportiert 1941 Minsk ??? |        | Eintrag auf stolpersteine-hamburg.de |
| Gertigstraße 9 ·           | Max Sommerfeld                           | Hier wohnte Max Sommerfeld Jg. 1909 deportiert 1941 Minsk 1944 Mauthausen ???                                                                                                |        | Eintrag auf stolpersteine-hamburg.de |
| Gertigstraße 22 ·          | Johanna Stern geb. Jüdell                | Hier wohnte Johanna Stern geb. Jüdell Jg. 1865 deportiert 1942 Theresienstadt tot 8.2.1943                                                                                   |        | Eintrag auf stolpersteine-hamburg.de |
| Gertigstraße 31 ·          | Rolf Krause                              | Hier wohnte Rolf Krause Jg. 1933 eingewiesen 1940 Alsterdorfer Anstalten ‚verlegt‘ 10.8.1943 Heilanstalt Mainkofen ermordet 1.6.1944                                         |        | Eintrag auf stolpersteine-hamburg.de |
| Gertigstraße 56 ·          | Ernst Stender                            | Hier wohnte Ernst Stender Jg. 1901 ab 1933 im Widerstand Strafbataillon tot 17.10.1943                                                                                       |        | Eintrag auf stolpersteine-hamburg.de Stolperstein liegt im Kleinpflaster der Radwegverschwenkung direkt neben dem Gehweg |
| Gertigstraße 56 ·          | Rudolf Stender                           | Hier wohnte Rudolf Stender Jg. 1899 inhaftiert 1944 tot 18.5.1945 an Haftfolgen                                                                                              |        | Eintrag auf stolpersteine-hamburg.de Stolperstein liegt im Kleinpflaster der Radwegverschwenkung direkt neben dem Gehweg |
| Glindweg 26 ·              | Martin Bernstein                         | Hier wohnte Martin Bernstein Jg. 1896 verhaftet 1943 KZ Fuhlsbüttel deportiert 1943 Auschwitz ermordet 26.7.1943                                                             |        | Eintrag auf stolpersteine-hamburg.de |
| Goldbekufer 19 ·           | Bernhard Bästlein                        | Hier wohnte Bernhard Bästlein Jg. 1894 ermordet 18.9.1944 Zuchthaus Brandenburg                                                                                              |        | Eintrag auf stolpersteine-hamburg.de Ein weiterer Stolperstein befindet sich in Hamburg-Altstadt. |
| Goldbekufer 19 ·           | Regina Mendelsohn geb. Jaffé             | Hier wohnte Regina Mendelsohn geb. Jaffe Jg. 1873 deportiert 1942 Theresienstadt 1942 Treblinka ermordet                                                                     |        | Eintrag auf stolpersteine-hamburg.de |
| Goldbekufer 20 ·           | Hermann Garber                           | Hier wohnte Hermann Garber Jg. 1907 eingewiesen 1935 Alsterdorfer Anstalten ‚verlegt‘ 10.8.1943 Heilanstalt Mainkofen tot 10.5.1945                                          |        | Eintrag auf stolpersteine-hamburg.de |
| Goldbekufer 40 ·           | Samuel Levy                              | Hier wohnte Samuel Levy Jg. 1857 entrechtet/gedemütigt Flucht in den Tod 19.12.1941                                                                                          |        | Eintrag auf stolpersteine-hamburg.de |
| Goldbekufer 42 ·           | Flora Blumenthal geb. Lewy               | Hier wohnte Flora Blumenthal geb. Lewy Jg. 1884 deportiert 1942 Theresienstadt 1944 Auschwitz ermordet                                                                       |        | Eintrag auf stolpersteine-hamburg.de |
| Goldbekufer 42 ·           | Marcus Max Blumenthal                    | Hier wohnte Marcus Max Blumenthal Jg. 1873 deportiert 1942 Theresienstadt 1944 Auschwitz ermordet                                                                            |        | Eintrag auf stolpersteine-hamburg.de |
| Goldbekufer 42 ·           | Gella Alice Katz geb. Wagner             | Hier wohnte Gella Alice Katz geb. Wagner Jg. 1882 Flucht 1933 Frankreich Holland interniert Westerbork deportiert 1943 Sobibor ermordet                                      |        | Eintrag auf stolpersteine-hamburg.de |
| Goldbekufer 42 ·           | Richard Katz                             | Hier wohnte Richard Katz Jg. 1882 Flucht 1933 Frankreich Holland interniert Westerbork deportiert 1943 Sobibor ermordet                                                      |        | Eintrag auf stolpersteine-hamburg.de |
| Gottschedstraße 4 ·        | Clara Bacher geb. Haurwitz               | Hier wohnte Clara Bacher geb. Haurwitz Jg. 1898 deportiert 1942 Theresienstadt 1944 Auschwitz ???                                                                            |        | Eintrag auf stolpersteine-hamburg.de Ein weiterer Stolperstein befindet sich in Hamburg-St. Georg. |
| Gottschedstraße 4 ·        | Walter Bacher                            | Hier wohnte Dr. Walter Bacher Jg. 1893 deportiert 1942 Theresienstadt 1944 Auschwitz ???                                                                                     |        | Weitere Stolpersteine befinden sich in Hamburg-St. Georg und Hamburg-Rotherbaum. Eintrag auf stolpersteine-hamburg.de |
| Grasweg 8 ·                | Emma Lucie Kahl geb. Woitschach          | Hier wohnte Emma Lucie Kahl geb. Woitschach Jg. 1878 eingewiesen 1939 Alsterdorfer Anstalten Heilanstalt Langenhorn ‚verlegt‘ 25.2.1943 Heilanstalt Ilten ermordet 23.3.1945 |        | Eintrag auf stolpersteine-hamburg.de |
| Grasweg 15 ·               | Erika Milee                              | Hier wohnte Erika Milee Jg. 1907 Flucht 1939 Paraguay |        | Eintrag auf stolpersteine-hamburg.de |
| Grasweg 38 ·               | Elsa Delbanco geb. Löwinberg             | Hier wohnte Elsa Delbanco geb. Löwinberg Jg. 1879 gedemütigt/entrechtet Flucht in den Tod 17.11.1941                                                                         |        | Eintrag auf stolpersteine-hamburg.de |
| Grasweg 72 ·               | Rolf Arno Baruch                         | Hier lernte Rolf Arno Baruch Jg. 1920 verhaftet 1943 Mittelbau-Dora deportiert 1943 Auschwitz 1945 Todesmarsch ermordet                                                      |        | Eintrag auf stolpersteine-hamburg.de Weitere Stolpersteine befinden sich an der Hamburg-Hamm und in Hamburg-Rotherbaum. |
| Grasweg 72 ·               | Hermann Kaftal                           | Hier lernte Hermann Kaftal Jg. 1929 deportiert 1941 Minsk ermordet |        | Eintrag auf stolpersteine-hamburg.de Weitere Stolpersteine befinden sich an der Willistraße 12 und in Hamburg-Harvestehude. |
| Grasweg 72 ·               | Rolf William Levisohn                    | Hier lernte Rolf William Levisohn Jg. 1920 deportiert 1941 Łodz/Litzmannstadt ermordet Mai 1942 Chelmno/Kulmhof                                                              |        | Eintrag auf stolpersteine-hamburg.de Ein weiterer Stolperstein befindet sich in Hamburg-Barmbek-Süd. |
| Grasweg 72 ·               | Margaretha Rothe                         | Hier lernte Margaretha Rothe Jg. 1919 im Widerstand Weiße Rose verhaftet 1943 Gefängnis Leipzig tot an Haftfolgen 15.4.1945 Krankenhaus Leipzig                              |        | Eintrag auf stolpersteine-hamburg.de Weitere Stolpersteine befindet sich am Heidberg 64, in Hamburg-Rotherbaum und Hamburg-St. Georg. |
| Grasweg 72 ·               | Karl-Heinz Strelow                       | Hier lernte Karl-Heinz Strelow Jg. 1915 verhaftet Okt. 1942 ‚Vorbereitung zum Hochverrat‘ hingerichtet 13.5.1943 Berlin-Plötzensee                                           |        | Eintrag auf stolpersteine-hamburg.de |
| Greflingerstraße 1 ·       | Röschen Rosenbaum geb. Falkenthal        | Hier wohnte Röschen Rosenbaum geb. Falkenthal Jg. 1873 Flucht 1939 Holland interniert Westerbork deportiert 1943 Sobibor ermordet 23.5.1943                                  |        | Eintrag auf stolpersteine-hamburg.de Ein weiterer Stolperstein befindet sich in Hamburg-Rotherbaum (Straßen A–H). |
| Greflingerstraße 2 ·       | Gustav Falkenstein                       | Hier wohnte Gustav Falkenstein Jg. 1866 deportiert 1943 Theresienstadt ermordet 2.4.1943                                                                                     |        | Eintrag auf stolpersteine-hamburg.de Ein weiterer Stolperstein befindet sich in Hamburg-Altstadt. |
| Greflingerstraße 2 ·       | Marianne Feilmann geb. Falkenstein       | Hier wohnte Marianne Feilmann geb. Falkenstein Jg. 1897 deportiert 1943 Theresienstadt 1944 Auschwitz ermordet                                                               |        | Eintrag auf stolpersteine-hamburg.de |
| Groothoffgasse 8 ·         | Selma Benjamin geb. Pasch                | Hier wohnte Selma Benjamin geb. Pasch Jg. 1868 deportiert 1941 Riga ermordet                                                                                                 |        | Eintrag auf stolpersteine-hamburg.de |
| Groothoffgasse 8 ·         | Thekla Bernau geb. Benjamin              | Hier wohnte Thekla Bernau geb. Benjamin Jg. 1900 deportiert 1941 Riga ermordet                                                                                               |        | Eintrag auf stolpersteine-hamburg.de |
| Großheidestraße 26 ·       | Edith Hasenberg                          | Hier wohnte Edith Hasenberg Jg. 1909 gedemütigt/entrechtet Flucht 1939 England                                                                                               |        | Eintrag auf stolpersteine-hamburg.de |
| Großheidestraße 35 ·       | Ana Brahm                                | Hier wohnte Ana Brahm Jg. 1859 gedemütigt/entrechtet Flucht in den Tod 20. Juli 1942                                                                                         |        | Eintrag auf stolpersteine-hamburg.de |
| Großheidestraße 35 ·       | Hans Gustav Müller                       | Hier wohnte Hans Gustav Müller Jg. 1892 gedemütigt/entrechtet versteckt überlebt                                                                                             |        | Eintrag auf stolpersteine-hamburg.de |
| Großheidestraße 35 ·       | Margarethe Müller geb. Matz              | Hier wohnte Margarethe Müller geb. Matz Jg. 1897 ausgegrenzt/drangsaliert überlebt                                                                                           |        | Eintrag auf stolpersteine-hamburg.de |
| Gryphiusstraße 1 ·         | Bertha Lewig                             | Hier wohnte Bertha Lewig geb. Cohn Jg. 1867 deportiert 1942 Theresienstadt 1942 Treblinka ermordet                                                                           |        | Eintrag auf stolpersteine-hamburg.de |
| Gryphiusstraße 5 ·         | Gertrud Ergas geb. Cohn                  | Hier wohnte Gertrud Ergas geb. Cohn Jg. 1885 deportiert 1941 ermordet in Minsk                                                                                               |        | Eintrag auf stolpersteine-hamburg.de |
| Gryphiusstraße 5 ·         | Ralph Ergas                              | Hier wohnte Ralph Ergas Jg. 1918 ‚Schutzhaft‘ 1938 Sachsenhausen Flucht 1939 USA                                                                                             |        | Eintrag auf stolpersteine-hamburg.de |
| Gryphiusstraße 7 ·         | Siegfried Berliner                       | Hier wohnte Siegfried Berliner Jg. 1871 gedemütigt/entrechtet Flucht in den Tod 21.6.1943                                                                                    |        | Eintrag auf stolpersteine-hamburg.de |
| Gryphiusstraße 7 ·         | Anna Wallach geb. Davidsohn              | Hier wohnte Anna Wallach geb. Davidsohn Jg. 1881 deportiert 1942 Theresienstadt 1942 Treblinka ermordet                                                                      |        | Eintrag auf stolpersteine-hamburg.de |
| Gryphiusstraße 7 ·         | Benjamin Wallach                         | Hier wohnte Benjamin Wallach Jg. 1867 deportiert 1942 Theresienstadt 1942 Treblinka ermordet                                                                                 |        | Eintrag auf stolpersteine-hamburg.de |
| Gryphiusstraße 8 ·         | Edith Benndorf geb. Guttmann             | Hier wohnte Edith Benndorf geb. Guttmann Jg. 1897 deportiert 1942 Auschwitz ermordet                                                                                         |        | Eintrag auf stolpersteine-hamburg.de Ein weiterer Stolperstein befindet sich in Hamburg-Harvestehude. |
| Gryphiusstraße 12 ·        | Charlotte Friedmann geb. Sackur          | Hier wohnte Dr. Charlotte Friedmann geb. Sackur Jg. 1875 deportiert 1941 ermordet in Łodz/Litzmannstadt                                                                      |        | Eintrag auf stolpersteine-hamburg.de |
| Hauersweg 6 ·              | Alfred Kupferbach                        | Hier wohnte Alfred Kupferbach Jg. 1889 Flucht 1936 Holland Frankreich interniert Récébédou tot 18.2.1942                                                                     |        | Eintrag auf stolpersteine-hamburg.de |
| Hauersweg 7 ·              | Adele Massé                              | Hier wohnte Adele Massé Jg. 1889 deportiert 1941 Riga ermordet |        | Eintrag auf stolpersteine-hamburg.de |
| Hauersweg 7 ·              | Gretchen Massé                           | Hier wohnte Gretchen Massé Jg. 1883 deportiert 1941 Riga ermordet |        | Eintrag auf stolpersteine-hamburg.de |
| Hauersweg 7 ·              | Margot Massé                             | Hier wohnte Margot Massé Jg. 1895 deportiert 1941 Riga ermordet |        | Eintrag auf stolpersteine-hamburg.de |
| Hauersweg 16 ·             | Dorothea Bernstein                       | Hier wohnte Dr. Dorothea Bernstein Jg. 1893 deportiert 1941 Łodz 1942 weiterdeportiert ermordet                                                                              |        | Eintrag auf stolpersteine-hamburg.de Ein weiterer Stolperstein befindet sich in Hamburg-Uhlenhorst. |
| Hauersweg 18 ·             | Martha David geb. Brach                  | Hier wohnte Martha David geb. Brach Jg. 1871 deportiert 1943 Theresienstadt tot 12.10.1944                                                                                   |        | Eintrag auf stolpersteine-hamburg.de |
| Heidberg 64 ·              | Margaretha Rothe                         | Hier wohnte Margaretha Rothe Jg. 1919 im Widerstand Weiße Rose verhaftet 1943 Gefängnis Leipzig tot an Haftfolgen 15.4.1945 Krankenh. Leipzig-Dösen                          |        | Eintrag auf stolpersteine-hamburg.de Stolperstein wurde ausgetauscht (vorheriger Stein) |
| Heidberg 65 ·              | Albert Rosenbaum                         | Hier wohnte Albert Rosenbaum Jg. 1888 Flucht 1934 Holland interniert Westerbork deportiert 1943 Sobibor ermordet 9.7.1943                                                    |        | Eintrag auf stolpersteine-hamburg.de |
| Hölderlinsallee 9 ·        | Kurt Deeke                               | Hier wohnte Kurt Deeke Jg. 1932 eingewiesen 1939 Alsterdorfer Anstalten ‚verlegt‘ 7.8.1943 Heilanstalt Kalmenhof/Idstein ‚Kinderfachabteilung‘ ermordet 8.9.1943             |        | Eintrag auf stolpersteine-hamburg.de |
| Hudtwalckerstraße 20 ·     | Frank Siegmund Hildesheim                | Hier wohnte Frank Siegmund Hildesheim Jg. 1876 Flucht 1939 Dänemark, England 1940 Kanada SS Arandora Star torpediert/versenkt tot 2.7.1940                                   |        | Eintrag auf stolpersteine-hamburg.de |
| Hudtwalckerstraße 23 ·     | Fritz Nathansen                          | Hier wohnte Fritz Nathansen Jg. 1909 Flucht 1937 Holland interniert Westerbork deportiert 1942 Auschwitz ermordet 31.8.1942                                                  |        | Eintrag auf stolpersteine-hamburg.de |
| Hudtwalckerstraße 23 ·     | Martha Nathansen geb. Eisenmann          | Hier wohnte Martha Nathansen geb. Eisenmann Jg. 1879 Flucht 1939 Holland interniert Westerbork deportiert 1942 Auschwitz ermordet 24.9.1942                                  |        | Eintrag auf stolpersteine-hamburg.de |
| Hudtwalckerstraße 27 ·     | Eva Kahn geb. Lipschitz                  | Hier wohnte Eva Kahn geb. Lipschitz Jg. 1895 deportiert 1941 Minsk ermordet                                                                                                  |        | Eintrag auf stolpersteine-hamburg.de |
| Hudtwalckerstraße 27 ·     | Ingrid Kahn                              | Hier wohnte Ingrid Kahn Jg. 1924 deportiert 1941 Minsk ermordet |        | Eintrag auf stolpersteine-hamburg.de |
| Hudtwalckerstraße 27 ·     | Marie Kahn geb. Helbing                  | Hier wohnte Marie Kahn geb. Helbing Jg. 1865 deportiert 1943 Theresienstadt ermordet 27.3.1943                                                                               |        | Eintrag auf stolpersteine-hamburg.de |
| Hudtwalckerstraße 27 ·     | Ruth Kahn                                | Hier wohnte Ruth Kahn Jg. 1922 deportiert 1941 Minsk ermordet |        | Eintrag auf stolpersteine-hamburg.de |
| Hudtwalckerstraße 28 ·     | Benjamin Martin Josephs                  | Hier wohnte Benjamin Martin Josephs Jg. 1886 deportiert 1941 Minsk ermordet                                                                                                  |        | Eintrag auf stolpersteine-hamburg.de Stolperstein liegt auf dem Gehweg Hudtwalckerstraße vor dem westlichen Durchgang zur Hudtwalckertwiete |
| Hudtwalckerstraße 28 ·     | Gidel Julie Josephs geb. Goldberg        | Hier wohnte Gidel Julie Josephs geb. Goldberg Jg. 1894 deportiert 1941 Minsk ermordet                                                                                        |        | Eintrag auf stolpersteine-hamburg.de Stolperstein liegt auf dem Gehweg Hudtwalckerstraße vor dem westlichen Durchgang zur Hudtwalckertwiete |
| Hudtwalckerstraße 28 ·     | Hannah Josephs                           | Hier wohnte Hannah Josephs Jg. 1923 deportiert 1941 Minsk ermordet |        | Eintrag auf stolpersteine-hamburg.de Stolperstein liegt auf dem Gehweg Hudtwalckerstraße vor dem westlichen Durchgang zur Hudtwalckertwiete |
| Hudtwalckerstraße 35 ·     | Gertrud Leiter                           | Hier wohnte Gertrud Leiter Jg. 1893 deportiert 1942 ermordet in Auschwitz |        | Eintrag auf stolpersteine-hamburg.de |
| Hudtwalckertwiete 8 ·      | Rahel Brüh geb. Schapiro                 | Hier wohnte Rahel Brüh geb. Schapiro Jg. 1915 Flucht 1939 Lettland Schicksal unbekannt                                                                                       |        | Eintrag auf stolpersteine-hamburg.de Stolperstein liegt auf dem Gehweg Hudtwalckerstraße vor dem westlichen Durchgang zur Hudtwalckertwiete |
| Hudtwalckertwiete 8 ·      | Simon Brüh                               | Hier wohnte Simon Brüh Jg. 1907 Flucht 1939 Lettland Schicksal unbekannt |        | Eintrag auf stolpersteine-hamburg.de Stolperstein liegt auf dem Gehweg Hudtwalckerstraße vor dem westlichen Durchgang zur Hudtwalckertwiete |
| Hudtwalckertwiete 8 ·      | Tamara Brüh                              | Hier wohnte Tamara Brüh Jg. 1937 Flucht 1939 Lettland Schicksal unbekannt |        | Eintrag auf stolpersteine-hamburg.de Stolperstein liegt auf dem Gehweg Hudtwalckerstraße vor dem westlichen Durchgang zur Hudtwalckertwiete |
| Jarrestraße 21 ·           | Franz Jacob                              | Hier wohnte Franz Jacob Jg. 1906 inhaftiert Brandenburg-Görden enthauptet 18.9.1944                                                                                          |        | Eintrag auf stolpersteine-hamburg.de Ein weiterer Stolperstein befindet sich in Hamburg-Altstadt. |
| Jarrestraße 27 ·           | Adolf Biedermann                         | Hier wohnte Adolf Biedermann Jg. 1881 entrechtet/gedemütigt tot 11.5.1933 |        | Eintrag auf stolpersteine-hamburg.de Ein weiterer Stolperstein befindet sich in Hamburg-Altstadt. |
| Jarrestraße 54 ·           | Alice Lüder                              | Hier wohnte Alice Lüder Jg. 1901 eingewiesen 1909 Alsterdorfer Anstalten ‚verlegt‘ 16.8.1943 Heilanstalt Am Steinhof/Wien tot an den Folgen 23. Okt. 1945                    |        | Eintrag auf stolpersteine-hamburg.de |
| Jean-Paul-Weg 10 ·         | Alexander Grünberg                       | Hier wohnte Alexander Grünberg Jg. 1885 verhaftet 1943 KZ Fuhlsbüttel deportiert Auschwitz ermordet                                                                          |        | Eintrag auf stolpersteine-hamburg.de |
| Körnerstraße 3 ·           | Otto Herbert Bauer                       | Hier wohnte Dr. Otto Herbert Bauer Jg. 1896 KZ Fuhlsbüttel 1942 deportiert 1942 Mauthausen ermordet 18.9.1942                                                                |        | Eintrag auf stolpersteine-hamburg.de |
| Körnerstraße 17 ·          | Ludwig Kallmann                          | Hier wohnte Ludwig Kallmann Jg. 1901 ‚Schutzhaft‘ 9.11.1938 KZ Fuhlsbüttel ermordet 9.11.1938                                                                                |        | Eintrag auf stolpersteine-hamburg.de |
| Körnerstraße 30 ·          | Martha Hildesheim                        | Hier wohnte Martha Hildesheim Jg. 1872 deportiert 1942 Theresienstadt ermordet 10.1.1943                                                                                     |        | Eintrag auf stolpersteine-hamburg.de |
| Krochmannstraße 13 ·       | Hermann Löwenstein                       | Hier wohnte Hermann Löwenstein Jg. 1873 deportiert 1942 Theresienstadt 1942 Minsk ermordet                                                                                   |        | Eintrag auf stolpersteine-hamburg.de |
| Krochmannstraße 13 ·       | Jenny Löwenstein geb. Rose               | Hier wohnte Jenny Löwenstein geb. Rose Jg. 1880 deportiert 1942 Theresienstadt 1942 Minsk ermordet                                                                           |        | Eintrag auf stolpersteine-hamburg.de |
| Krochmannstraße 45 ·       | Elisabeth Hirschstein geb. Beier         | Hier wohnte Elisabeth Hirschstein geb. Beier Jg. 1877 deportiert 1941 Minsk ermordet                                                                                         |        | Eintrag auf stolpersteine-hamburg.de Krochmannstraße Ecke Efeuweg |
| Krochmannstraße 68 ·       | Alice Gersztenzang geb. Jacoby           | Hier wohnte Alice Gersztenzang geb. Jacoby Jg. 1905 deportiert 1941 Łodz ermordet 23.5.1942                                                                                  |        | Eintrag auf stolpersteine-hamburg.de |
| Krochmannstraße 68 ·       | Helga Anne Gersztenzang                  | Hier wohnte Helga Anne Gersztenzang Jg. 1934 deportiert 1941 Łodz ermordet                                                                                                   |        | Eintrag auf stolpersteine-hamburg.de |
| Krochmannstraße 68 ·       | Szlama Chaim Gersztenzang                | Hier wohnte Szlama Chaim Gersztenzang Jg. 1898 deportiert 1941 Łodz 1942 Chelmno ermordet                                                                                    |        | Eintrag auf stolpersteine-hamburg.de |
| Krochmannstraße 72 ·       | Edith Schickler                          | Hier wohnte Edith Schickler Jg. 1911 deportiert 1943 Auschwitz ??? |        | Eintrag auf stolpersteine-hamburg.de Stolperstein liegt vor Haus Nr. 70 |
| Krochmannstraße 72 ·       | Fanny Schickler                          | Hier wohnte Fanny Schickler Jg. 1913 deportiert 1943 Auschwitz ??? |        | Eintrag auf stolpersteine-hamburg.de Stolperstein liegt vor Haus Nr. 70 |
| Krohnskamp 3 ·             | Grete Rhein geb. Pulvermacher            | Hier wohnte Grete Rhein geb. Pulvermacher Jg. 1906 deportiert 1941 Riga ermordet                                                                                             |        | Eintrag auf stolpersteine-hamburg.de |
| Krohnskamp 72 ·            | Erich Koppel                             | Hier wohnte Erich Koppel Jg. 1914 deportiert 1942 Auschwitz ermordet |        | Eintrag auf stolpersteine-hamburg.de |
| Lattenkamp 15 ·            | Carl Burchard                            | Hier wohnte Carl Burchard Jg. 1871 deportiert 1942 Theresienstadt ermordet 13.9.1942                                                                                         |        | Eintrag auf stolpersteine-hamburg.de |
| Lattenkamp 15 ·            | Emma Burchard geb. Burchard              | Hier wohnte Emma Burchard geb. Burchard Jg. 1877 deportiert 1942 Theresienstadt ermordet 25.1.1943                                                                           |        | Eintrag auf stolpersteine-hamburg.de |
| Lattenkamp 68 ·            | Erna Pauline Stadtaus geb. Worms         | Hier wohnte Erna Pauline Stadtaus geb. Worms Jg. 1886 deportiert 1942 Auschwitz ermordet 11.1.1943                                                                           |        | Eintrag auf stolpersteine-hamburg.de |
| Lattenkamp 82 ·            | Jacob Cohn                               | Hier wohnte Jacob Cohn Jg. 1883 deportiert 1941 Riga ermordet |        | Eintrag auf stolpersteine-hamburg.de |
| Lattenkamp 82 ·            | Julia Cohn geb. Cohen                    | Hier wohnte Julia Cohn geb. Cohen Jg. 1888 deportiert 1941 Riga ermordet |        | Eintrag auf stolpersteine-hamburg.de |
| Lattenkamp 84 ·            | Hans Koetzer                             | Hier wohnte Hans Koetzer Jg. 1915 eingewiesen 1926 Alsterdorfer Anstalten ‚verlegt‘ 1938 Het Apeldoornsche Bosch deportiert 1943 Auschwitz ermordet 25.1.1943                |        | Eintrag auf stolpersteine-hamburg.de |
| Lattenkampstieg 4 ·        | Amalie Paasch geb. Stock                 | Hier wohnte Amalie Paasch geb. Stock Jg. 1882 deportiert ermordet in Auschwitz                                                                                               |        | Eintrag auf stolpersteine-hamburg.de |
| Leinpfad 10 ·              | Dora David geb. Rosenbaum                | Hier wohnte Dora David geb. Rosenbaum Jg. 1867 deportiert 1942 Theresienstadt ermordet 7.12.1942                                                                             |        | Eintrag auf stolpersteine-hamburg.de |
| Leinpfad 10 ·              | Heinemann David                          | Hier wohnte Heinemann David Jg. 1854 deportiert 1942 Theresienstadt ermordet 11.9.1942                                                                                       |        | Eintrag auf stolpersteine-hamburg.de |
| Leinpfad 14 ·              | Elsa Rosenstern geb. Lewandowsky         | Hier wohnte Elsa Rosenstern geb. Lewandowsky Jg. 1886 Flucht 1937 Holland deportiert 1944 Theresienstadt 1944 Auschwitz ermordet                                             |        | Eintrag auf stolpersteine-hamburg.de |
| Leinpfad 14 ·              | Ferdinand Rosenstern                     | Hier wohnte Ferdinand Rosenstern Jg. 1880 Flucht 1937 Holland deportiert 1944 Theresienstadt 1944 Auschwitz ermordet                                                         |        | Eintrag auf stolpersteine-hamburg.de Ein weiterer Stolperstein befindet sich in Hamburg-Altstadt. |
| Leinpfad 14 ·              | Otto Edgar Rosenstern                    | Hier wohnte Otto Edgar Rosenstern Jg. 1922 Flucht 1937 Holland deportiert 1941 Mauthausen ermordet 18.9.1941                                                                 |        | Eintrag auf stolpersteine-hamburg.de Otto-Edgar Rosenstern und die Quäkerschule Eerde |
| Leinpfad 20 ·              | Paula Jacobson geb. Friedheim            | Hier wohnte Paula Jacobson geb. Friedheim Jg. 1899 gedemütigt/entrechtet Flucht in den Tod 19.9.1934                                                                         |        | Eintrag auf stolpersteine-hamburg.de Der Stolperstein wurde im November 2021 kurz nach seiner Verlegung von Unbekannten durch eine neue Gehwegplatte sauber ersetzt, worüber auch überregional berichtet wurde. Ein Mitglied der jüdischen Gemeinde bezeichnete den Vorgang als ein Versuch, die Erinnerung an die Shoah zu vernichten. Eine Neuverlegung fand im Dezember 2021 statt. |
| Leinpfad 30 ·              | Olga Schindler geb. Cohen                | Hier wohnte Olga Schindler geb. Cohen Jg. 1886 deportiert 1941 ermordet in Łodz/Litzmannstadt                                                                                |        | Eintrag auf stolpersteine-hamburg.de |
| Leinpfad 58 ·              | Charlotte Rappolt geb. Ehrlich           | Hier wohnte Charlotte Rappolt geb. Ehrlich Jg. 1878 entrechtet/gedemütigt Flucht in den Tod 6.3.1941                                                                         |        | Eintrag auf stolpersteine-hamburg.de |
| Leinpfad 58 ·              | Franz Max Rappolt                        | Hier wohnte Franz Max Rappolt Jg. 1870 deportiert 1942 Theresienstadt ermordet 25.11.1943                                                                                    |        | Eintrag auf stolpersteine-hamburg.de Weitere Stolpersteine befinden sich in Hamburg-Altstadt. |
| Leinpfad 58 ·              | Fritz Rappolt                            | Hier wohnte Fritz Rappolt Jg. 1900 deportiert 1941 Minsk ermordet |        | Eintrag auf stolpersteine-hamburg.de |
| Leinpfad 72 ·              | Selma Baum geb. Guttmann                 | Hier wohnte Selma Baum geb. Guttmann Jg. 1867 deportiert 1942 Theresienstadt ermordet 15.11.1942                                                                             |        | Eintrag auf stolpersteine-hamburg.de |
| Lorenzengasse 2 ·          | Auguste Wolf geb. Asser                  | Hier wohnte Auguste Wolf geb. Asser Jg. 1880 deportiert 1942 Theresienstadt ermordet 20.3.1944                                                                               |        | Eintrag auf stolpersteine-hamburg.de |
| Lorenzengasse 2 ·          | Louis Wolf                               | Hier wohnte Louis Wolf Jg. 1872 deportiert 1942 Theresienstadt ermordet 26.2.1944                                                                                            |        | Eintrag auf stolpersteine-hamburg.de |
| Maria-Louisen-Straße 2 ·   | Clara Nordheim                           | Hier wohnte Clara Nordheim Jg. 1891 Freitod 19.8.1938 |        | Eintrag auf stolpersteine-hamburg.de |
| Maria-Louisen-Straße 2 ·   | Moritz Nordheim                          | Hier wohnte Moritz Nordheim Jg. 1873 Freitod 18.8.1938 |        | Eintrag auf stolpersteine-hamburg.de Ein weiterer Stolperstein befindet sich in Hamburg-Altstadt. |
| Maria-Louisen-Straße 2 ·   | Herbert Gustav Specht                    | Hier wohnte Herbert Gustav Specht Jg. 1923 Flucht Holland interniert Westerbork deportiert 1943 Auschwitz ermordet 3.9.1943                                                  |        | Eintrag auf stolpersteine-hamburg.de |
| Maria-Louisen-Straße 2 ·   | Walther Henry Specht                     | Hier wohnte Walther Henry Specht Jg. 1884 Flucht Holland interniert Westerbork deportiert 1943 Sobibor ermordet 3.7.1943                                                     |        | Eintrag auf stolpersteine-hamburg.de |
| Maria-Louisen-Straße 2a ·  | Edmund Louis Wiener                      | Hier wohnte Edmund Louis Wiener Jg. 1874 Flucht 1933 Palästina |        | Eintrag auf stolpersteine-hamburg.de |
| Maria-Louisen-Straße 4 ·   | Paul Clemens Meyer-Udewald               | Hier wohnte Paul Clemens Meyer-Udewald Jg. 1898 Flucht 1936 Holland interniert Westerbork deportiert 1944 Bergen-Belsen ermordet 15.4.1945                                   |        | Eintrag auf stolpersteine-hamburg.de |
| Maria-Louisen-Straße 7 ·   | Esther Erna Pütz                         | Hier wohnte Esther Erna Pütz geb. Biedermann Jg. 1887 Flucht Holland interniert Westerbork deportiert 1942 Auschwitz ermordet 1.10.1942                                      |        | Eintrag auf stolpersteine-hamburg.de |
| Maria-Louisen-Straße 7 ·   | Otto Pütz                                | Hier wohnte Otto Pütz Jg. 1893 Flucht Holland interniert Westerbork deportiert 1942 Auschwitz ermordet 7.10.1942                                                             |        | Eintrag auf stolpersteine-hamburg.de |
| Maria-Louisen-Straße 42 ·  | Anna Bornemann                           | Hier wohnte Anna Bornemann Jg. 1901 eingewiesen 1938 Alsterdorfer Anstalten ‚verlegt‘ 16.8.1943 Am Steinhof Wien tot an den Folgen                                           |        | Eintrag auf stolpersteine-hamburg.de liegt vor Nr. 46 |
| Maria-Louisen-Straße 55 ·  | Alwine de Levie geb. Herz                | Hier wohnte Alwine de Levie geb. Herz Jg. 1859 Flucht 1937 Holland interniert Westerbork deportiert 1943 ermordet in Sobibor                                                 |        | Eintrag auf stolpersteine-hamburg.de |
| Maria-Louisen-Straße 57 ·  | Fritz Lindemann                          | Hier wohnte Fritz Lindemann Jg. 1894 verhaftet 1944 durch Gestapo Schussverletzungen tot 22.9.1944 Berlin Polizeikrankenhaus                                                 |        | Eintrag auf stolpersteine-hamburg.de |
| Maria-Louisen-Straße 63 ·  | Gertrud van Cleef geb. Bromet            | Hier wohnte Gertrud van Cleef geb. Bromet Jg. 1899 deportiert 1941 Minsk ermordet                                                                                            |        | Eintrag auf stolpersteine-hamburg.de |
| Maria-Louisen-Straße 63 ·  | Herbert van Cleef                        | Hier wohnte Herbert van Cleef Jg. 1928 Flucht 1939 Holland deportiert 1944 Auschwitz ermordet 31.7.1944                                                                      |        | Eintrag auf stolpersteine-hamburg.de |
| Maria-Louisen-Straße 63 ·  | Julius van Cleef                         | Hier wohnte Julius van Cleef Jg. 1877 deportiert 1941 Minsk ermordet |        | Eintrag auf stolpersteine-hamburg.de |
| Maria-Louisen-Straße 90 ·  | Siegfried Meyer                          | Hier wohnte Siegfried Meyer Jg. 1881 gedemütigt/entrechtet Flucht in den Tod 6.3.1943                                                                                        |        | Eintrag auf stolpersteine-hamburg.de |
| Maria-Louisen-Straße 92 ·  | Erich Friedberger                        | Hier wohnte Erich Friedberger Jg. 1892 Flucht 1938 Holland interniert Westerbork deportiert 1943 Bergen-Belsen 1944 Theresienstadt ermordet 23.5.1944                        |        | Eintrag auf stolpersteine-hamburg.de |
| Maria-Louisen-Straße 92 ·  | Henriette Friedberger geb. Frank         | Hier wohnte Henriette Friedberger geb. Frank Jg. 1897 Flucht 1938 Holland interniert Westerbork deportiert 1943 Bergen-Belsen 1944 Auschwitz ermordet                        |        | Eintrag auf stolpersteine-hamburg.de |
| Maria-Louisen-Straße 94 ·  | Johanna Kannenberg geb. Wohl             | Hier wohnte Johanna Kannenberg geb. Wohl Jg. 1878 gedemütigt/entrechtet Flucht in den Tod 21.1.1944                                                                          |        | Eintrag auf stolpersteine-hamburg.de |
| Maria-Louisen-Straße 96 ·  | Paula Mathiason geb. Rosenthal           | Hier wohnte Paula Mathiason geb. Rosenthal Jg. 1876 deportiert 1942 Theresienstadt 1944 Auschwitz ermordet                                                                   |        | Eintrag auf stolpersteine-hamburg.de |
| Maria-Louisen-Straße 104 · | Mechel Hesslein                          | Hier wohnte Mechel Hesslein Jg. 1874 entrechtet/gedemütigt Flucht in den Tod 21.6.1943                                                                                       |        | Eintrag auf stolpersteine-hamburg.de |
| Maria-Louisen-Straße 104 · | Elisabeth Oettinger geb. Oettinger       | Hier wohnte Elisabeth Oettinger geb. Oettinger Jg. 1909 Flucht 1933 Holland Flucht in den Tod 16.5.1940 Amsterdam                                                            |        | Eintrag auf stolpersteine-hamburg.de Ein weiterer Stolperstein befindet sich in Hamburg-Harvestehude. |
| Maria-Louisen-Straße 104 · | Ernst Philip Oettinger                   | Ernst Philip Oettinger Jg. 1939 geboren in Holland mit in den Tod genommen 16.5.1940 Amsterdam                                                                               |        | Eintrag auf stolpersteine-hamburg.de |
| Maria-Louisen-Straße 104 · | Friedrich Oettinger                      | Hier wohnte Dr. Friedrich Oettinger Jg. 1906 Flucht 1933 Holland Flucht in den Tod 16.5.1940 Amsterdam                                                                       |        | Eintrag auf stolpersteine-hamburg.de |
| Maria-Louisen-Straße 104 · | Thomas Martin Oettinger                  | Thomas Martin Oettinger Jg. 1936 geboren in Holland mit in den Tod genommen 16.5.1940 Amsterdam                                                                              |        | Eintrag auf stolpersteine-hamburg.de |
| Maria-Louisen-Straße 112 · | Heinrich Mayer                           | Hier wohnte Heinrich Mayer Jg. 1866 deportiert 1942 Theresienstadt ermordet 2.12.1942                                                                                        |        | Eintrag auf stolpersteine-hamburg.de wurde im Februar 2019 ohne Änderung der Inschrift ausgetauscht (vorheriger Stein) Weitere Stolpersteine befinden sich in Hamburg-Altstadt. |
| Maria-Louisen-Straße 112 · | Marie Mayer geb. Dehn                    | Hier wohnte Marie Mayer geb. Dehn Jg. 1880 deportiert 1942 Theresienstadt 1944 Auschwitz ermordet                                                                            |        | Eintrag auf stolpersteine-hamburg.de wurde im Februar 2019 ohne Änderung der Inschrift ausgetauscht (vorheriger Stein) Schwester von Max und Bertha Dehn. |
| Maria-Louisen-Straße 120 · | Bella Stern geb. Abenheimer              | Hier wohnte Bella Stern geb. Abenheimer Jg. 1867 Flucht 1938 Italien USA |        | Eintrag auf stolpersteine-hamburg.de |
| Maria-Louisen-Straße 120 · | Leo Liebmann Stern                       | Hier wohnte Leo Liebmann Stern Jg. 1858 Flucht 1938 Italien USA |        | Eintrag auf stolpersteine-hamburg.de |
| Maria-Louisen-Straße 122 · | Ferdinand Isenberg                       | Hier wohnte Ferdinand Isenberg Jg. 1875 verhaftet 15.2.1939 KZ Fuhlsbüttel gedemütigt/entrechtet Flucht in den Tod 18.2.1939                                                 |        | Eintrag auf stolpersteine-hamburg.de wurde im Februar 2019 ausgetauscht (vorheriger Stein) |
| Martin-Haller-Ring 20 ·    | Karl Brimer                              | Hier wohnte Karl Brimer Jg. 1913 gedemütigt/entrechtet Flucht 1934 Palästina                                                                                                 |        | Eintrag auf stolpersteine-hamburg.de |
| Martin-Haller-Ring 20 ·    | Max Brimer                               | Hier wohnte Max Brimer Jg. 1914 gedemütigt/entrechtet Flucht 1934 Palästina                                                                                                  |        | Eintrag auf stolpersteine-hamburg.de |
| Martin-Haller-Ring 20 ·    | Rosa Brimer                              | Hier wohnte Rosa Brimer Jg. 1890 gedemütigt/entrechtet Flucht 1936 Palästina                                                                                                 |        | Eintrag auf stolpersteine-hamburg.de |
| Martin-Haller-Ring 20 ·    | Samuel Brimer                            | Hier wohnte Samuel Brimer Jg. 1886 gedemütigt/entrechtet Flucht 1936 Palästina                                                                                               |        | Eintrag auf stolpersteine-hamburg.de |
| Martin-Haller-Ring 21 ·    | Henriette Bormann                        | Hier wohnte Henriette Bormann Jg. 1877 gedemütigt/entrechtet Flucht 1939 Italien Uruguay                                                                                     |        | Eintrag auf stolpersteine-hamburg.de |
| Meerweinstraße 1 ·         | Yvonne Mewes                             | Hier wohnte Yvonne Mewes Jg. 1900 deportiert KZ Ravensbrück ermordet 6.1.1945                                                                                                |        | Ein weiterer Stolperstein befindet sich in Hamburg-Harvestehude. Eintrag auf stolpersteine-hamburg.de |
| Meerweinstraße 21 ·        | Roland Koch                              | Hier wohnte Roland Koch Jg. 1903 im Widerstand/SPD verhaftet 5.3.1937 Gefängnis Glasmoor entlassen 16.4.1939                                                                 |        | Eintrag auf stolpersteine-hamburg.de |
| Mühlenkamp 8 ·             | Walter Pentzien                          | Hier wohnte Walter Pentzien Jg. 1932 eingewiesen 1934 Alsterdorfer Anstalten ‚verlegt‘ 7.8.1943 Heilanstalt Kalmenhof-Idstein ‚Kinderfachabteilung‘ ermordet 17.8.1943       |        | Eintrag auf stolpersteine-hamburg.de |
| Mühlenkamp 29 ·            | Emma Perlmann geb. Depken                | Hier wohnte Emma Perlmann geb. Depken Jg. 1883 deportiert 1941 Minsk ermordet                                                                                                |        | Eintrag auf stolpersteine-hamburg.de |
| Mühlenkamp 29 ·            | Harriet Perlmann                         | Hier wohnte Harriet Perlmann Jg. 1915 deportiert 1941 Minsk ermordet |        | Eintrag auf stolpersteine-hamburg.de |
| Mühlenkamp 29 ·            | Herbert Perlmann                         | Hier wohnte Herbert Perlmann Jg. 1919 deportiert 1941 Minsk ermordet |        | Eintrag auf stolpersteine-hamburg.de |
| Mühlenkamp 29 ·            | Isaac Perlmann                           | Hier wohnte Isaac Perlmann Jg. 1881 deportiert 1941 Minsk ermordet |        | Eintrag auf stolpersteine-hamburg.de |
| Novalisweg 1 ·             | Alfred Moser                             | Hier wohnte Alfred Moser Jg. 1887 verhaftet 1943 KZ Fuhlsbüttel deportiert 1943 Auschwitz ermordet 23.7.1943                                                                 |        | Eintrag auf stolpersteine-hamburg.de |
| Novalisweg 17 ·            | Albert Rosenberg                         | Hier wohnte Albert Rosenberg Jg. 1869 deportiert 1942 Theresienstadt 1942 Treblinka ermordet                                                                                 |        | Eintrag auf stolpersteine-hamburg.de |
| Novalisweg 17 ·            | Regina Rosenberg geb. Jacobsohn          | Hier wohnte Regina Rosenberg geb. Jacobsohn Jg. 1880 deportiert 1942 Theresienstadt 1942 Treblinka ermordet                                                                  |        | Eintrag auf stolpersteine-hamburg.de |
| Novalisweg 24c ·           | Heinz Gärtner                            | Hier wohnte Heinz Gärtner Jg. 1916 im Widerstand/SAJ/SPD verhaftet 27.4.1936 Jugendgefängnis Hahnöversand entlassen 28.10.1937                                               |        | Eintrag auf stolpersteine-hamburg.de Der Stein liegt im Hanssensweg am Durchgang zum Innenhof Novalisweg 24. |
| Opitzstraße 2 ·            | Hermann Hertz Nussbaum                   | Hier wohnte Hermann Hertz Nussbaum Jg. 1867 deportiert 1942 Theresienstadt ermordet 20.5.1943                                                                                |        | Eintrag auf stolpersteine-hamburg.de |
| Opitzstraße 2 ·            | Meta Henriette Nussbaum geb. Pfifferling | Hier wohnte Meta Henriette Nussbaum geb. Pfifferling Jg. 1875 deportiert 1942 Theresienstadt 1944 Auschwitz ermordet                                                         |        | Eintrag auf stolpersteine-hamburg.de |
| Poßmoorweg 1 ·             | Anne Liese Neumann                       | Hier wohnte Anne Liese Neumann Jg. 1925 eingewiesen 1938 Alsterdorfer Anstalten ‚verlegt‘ 16.8.1943 Heilanstalt Am Steinhof/Wien ermordet 3.10.1944                          |        | Eintrag auf stolpersteine-hamburg.de |
| Poßmoorweg 45 ·            | Sophie Schoop geb. Tisch                 | Hier wohnte Sophie Schoop geb. Tisch Jg. 1875 verhaftet 1943 deportiert 1944 Auschwitz ermordet 3.1.1945                                                                     |        | Eintrag auf stolpersteine-hamburg.de |
| Poßmoorweg 69 ·            | Alfred Goslar                            | Hier wohnte Alfred Goslar Jg. 1870 deportiert 1942 Theresienstadt 1942 Treblinka ermordet                                                                                    |        | Eintrag auf stolpersteine-hamburg.de |
| Preystraße 22 ·            | Rosalie Drechsler geb. Rosenbach         | Hier wohnte Rosalie Drechsler geb. Rosenbach Jg. 1875 deportiert 1943 Theresienstadt 1943 Auschwitz ermordet                                                                 |        | Eintrag auf stolpersteine-hamburg.de |
| Rehmstraße 9 ·             | Heinrich Gunkel                          | Hier wohnte Heinrich Gunkel Jg. 1922 eingewiesen 1939 Alsterdorfer Anstalten Heilanstalt Langenhorn ‚verlegt‘ 27.11.1941 Heilanstalt Tiegenhof ermordet 3.2.1943             |        | Eintrag auf stolpersteine-hamburg.de |
| Rehmstraße 11 ·            | Maria Bockentin geb. Theilen             | Hier wohnte Maria Bockentin geb. Theilen Jg. 1888 eingewiesen 1935 Ricklinger Anstalten ‚verlegt‘ 25.11.1941 Heilanstalt Pfafferode ermordet 8.12.1943                       |        | Eintrag auf stolpersteine-hamburg.de |
| Rehmstraße 16 ·            | Erwin Christen                           | Hier wohnte Erwin Christen Jg. 1902 eingewiesen 1929 Alsterdorfer Anstalten ‚verlegt‘ 10.8.1943 Heilanstalt Mainkofen ermordet 7.3.1944                                      |        | Eintrag auf stolpersteine-hamburg.de |
| Rehmstraße 16 ·            | Diedrich Johannes von der Reith          | Hier wohnte Diedrich Johannes von der Reith Jg. 1900 verhaftet 1933 KZ Fuhlsbüttel gehenkt 12.12.1933 UG Hamburg                                                             |        | Eintrag auf stolpersteine-hamburg.de |
| Rondeel 37 ·               | Johanna Rappolt geb. Oppenheim           | Hier wohnte Johanna Rappolt geb. Oppenheim Jg. 1870 deportiert 1942 Theresienstadt ermordet 15.11.1942                                                                       |        | Eintrag auf stolpersteine-hamburg.de |
| Rondeel 41 ·               | Clara Feldberg geb. Löwenstein           | Hier wohnte Clara Feldberg geb. Löwenstein Jg. 1870 gedemütigt/entrechtet Flucht in den Tod 25.10.1941                                                                       |        | Eintrag auf stolpersteine-hamburg.de |
| Semperstraße 39 ·          | Joseph Andrade                           | Hier wohnte Joseph Andrade Jg. 1862 deportiert 1942 Theresienstadt ermordet 22.8.1942                                                                                        |        | Eintrag auf stolpersteine-hamburg.de |
| Semperstraße 43 ·          | Ernestine Mächtig                        | Hier wohnte Ernestine Mächtig Jg. 1925 eingewiesen 1934 Alsterdorfer Anstalten ‚verlegt‘ 16.8.1943 Am Steinhof Wien ermordet 13.4.1944                                       |        | Eintrag auf stolpersteine-hamburg.de |
| Semperstraße 67 ·          | Henriette Arndt                          | Hier wohnte Henriette Arndt Jg. 1892 deportiert 1941 Łodz weiterdeportiert 1942 ???                                                                                          |        | Eintrag auf stolpersteine-hamburg.de Ein weiterer Stolperstein befindet sich in Hamburg-Dulsberg. |
| Semperstraße 87 ·          | Betty Mannheim                           | Hier wohnte Betty Mannheim Jg. 1887 eingewiesen 1936 Heilanstalt Langenhorn ‚verlegt‘ 23.9.1940 Brandenburg ermordet 23.9.1940 ‚Aktion T4‘                                   |        | Eintrag auf stolpersteine-hamburg.de |
| Sierichstraße 15 ·         | Otto Friedeberg                          | Hier wohnte Otto Friedeberg Jg. 1855 gedemütigt/entrechtet unfreiwillig verzogen 1943 Cottbus Befreiung erlebt tot an den Folgen 7. Juli 1945                                |        | Eintrag auf stolpersteine-hamburg.de Ein weiterer Stolperstein befindet sich in Hamburg-Altstadt. |
| Sierichstraße 20 ·         | Agnes Freundlich geb. Elias              | Hier wohnte Agnes Freundlich geb. Elias Jg. 1874 deportiert 1942 Theresienstadt ermordet 16.2.1943                                                                           |        | Eintrag auf stolpersteine-hamburg.de |
| Sierichstraße 20 ·         | Siegfried Freundlich                     | Hier wohnte Siegfried Freundlich Jg. 1863 deportiert 1942 Theresienstadt ermordet 2.12.1942                                                                                  |        | Eintrag auf stolpersteine-hamburg.de |
| Sierichstraße 43 ·         | Dirk G. A. Dubber                        | Hier wohnte Dirk G. A. Dubber Jg. 1925 Swing Jugend KZ Fuhlsbüttel Selbstmord in Freiheit im April 1942                                                                      |        | Eintrag auf stolpersteine-hamburg.de |
| Sierichstraße 46 ·         | Irma Zancker geb. David                  | Hier wohnte Irma Zancker geb. David Jg. 1901 deportiert 1943 Theresienstadt ermordet in Auschwitz                                                                            |        | Eintrag auf stolpersteine-hamburg.de Ein weiterer Stolperstein befindet sich in Hamburg-Eppendorf. |
| Sierichstraße 56 ·         | Gertrud Penkert geb. Blankenstein        | Hier wohnte Gertrud Penkert geb. Blankenstein Jg. 1888 verhaftet 1943 Gefängnis Fuhlsbüttel deportiert 1943 Auschwitz ermordet 1.12.1943                                     |        | Eintrag auf stolpersteine-hamburg.de |
| Sierichstraße 56 ·         | Martha Salomon geb. Waldheim             | Hier wohnte Martha Salomon geb. Waldheim Jg. 1879 entrechtet/gedemütigt Flucht in den Tod 21.2.1942                                                                          |        | Eintrag auf stolpersteine-hamburg.de |
| Sierichstraße 56 ·         | Siegfried Salomon                        | Hier wohnte Siegfried Salomon Jg. 1873 deportiert 1942 Theresienstadt tot 24.8.1942                                                                                          |        | Eintrag auf stolpersteine-hamburg.de |
| Sierichstraße 58 ·         | Alice Oppenheimer geb. Oppenheim         | Hier wohnte Alice Oppenheimer geb. Oppenheim Jg. 1867 deportiert 1942 Theresienstadt ermordet 3.9.1942                                                                       |        | Eintrag auf stolpersteine-hamburg.de |
| Sierichstraße 58 ·         | Ernst Oppenheimer                        | Hier wohnte Ernst Oppenheimer Jg. 1897 deportiert 1941 Minsk ??? |        | Eintrag auf stolpersteine-hamburg.de |
| Sierichstraße 66 ·         | Hanne Mertens                            | Hier wohnte Hanna Mertens Jg. 1909 Schauspielerin gehenkt 1945 im KZ Neuengamme                                                                                              |        | Eintrag auf stolpersteine-hamburg.de Ein weiterer Stolperstein – unter dem Namen „Hanne Mertens“ – befindet sich in Hamburg-Altstadt. |
| Sierichstraße 66 ·         | Anita Ledermann                          | Hier wohnte Anita Ledermann Jg. 1921 deportiert 1943 Theresienstadt ermordet in Auschwitz                                                                                    |        | Eintrag auf stolpersteine-hamburg.de |
| Sierichstraße 66 ·         | Herbert Ledermann                        | Hier wohnte Herbert Ledermann Jg. 1890 1943 KZ Fuhlsbüttel deportiert 1943 Theresienstadt ermordet in Auschwitz                                                              |        | Eintrag auf stolpersteine-hamburg.de |
| Sierichstraße 66 ·         | Leah May Ledermann geb. Luria            | Hier wohnte Leah May Ledermann geb. Luria Jg. 1895 deportiert 1943 Theresienstadt ermordet in Auschwitz                                                                      |        | Eintrag auf stolpersteine-hamburg.de |
| Sierichstraße 66 ·         | Margarita Ledermann                      | Hier wohnte Margarita Ledermann Jg. 1920 deportiert 1943 Theresienstadt ermordet in Auschwitz                                                                                |        | Eintrag auf stolpersteine-hamburg.de |
| Sierichstraße 70 ·         | Georg Blankenstein                       | Hier wohnte Georg Blankenstein Jg. 1879 1943 KZ Fuhlsbüttel deportiert 1943 Theresienstadt ermordet 14.4.1943                                                                |        | Eintrag auf stolpersteine-hamburg.de Ein weiterer Stolperstein befindet sich in Hamburg-Altstadt. |
| Sierichstraße 84 ·         | Bernhard Levy                            | Hier wohnte Bernhard Levy Jg. 1881 deportiert 1942 Theresienstadt 1944 Auschwitz ermordet                                                                                    |        | Eintrag auf stolpersteine-hamburg.de |
| Sierichstraße 84 ·         | Bertha Levy                              | Hier wohnte Bertha Levy geb. London Jg. 1889 deportiert 1942 Theresienstadt 1944 Auschwitz ermordet                                                                          |        | Eintrag auf stolpersteine-hamburg.de |
| Sierichstraße 88 ·         | Ivan Philip                              | Hier wohnte Ivan Philip Jg. 1875 Flucht tot 10.1.1944 in England |        | Eintrag auf stolpersteine-hamburg.de Ein weiterer Stolperstein befindet sich in Hamburg-Altstadt. |
| Sierichstraße 90 ·         | Carl Brandt                              | Hier wohnte Dr. Carl Brandt Jg. 1867 gedemütigt/entrechtet Flucht in den Tod 27.3.1942                                                                                       |        | Eintrag auf stolpersteine-hamburg.de |
| Sierichstraße 98 ·         | Adolf Blankenstein                       | Hier wohnte Adolf Blankenstein Jg. 1872 deportiert 1943 Theresienstadt tot 28.3.1943                                                                                         |        | Eintrag auf stolpersteine-hamburg.de |
| Sierichstraße 102 ·        | Herbert Siegfried Samson                 | Hier wohnte Dr. Herbert Siegfried Samson Jg. 1898 Flucht-Holland deportiert 1942 ermordet 5.1.1945 Bergen-Belsen                                                             |        | Eintrag auf stolpersteine-hamburg.de |
| Sierichstraße 108 ·        | Alice Hammerschlag geb. Wagner           | Hier wohnte Alice Hammerschlag geb. Wagner Jg. 1893 deportiert 1941 Minsk ermordet                                                                                           |        | Eintrag auf stolpersteine-hamburg.de |
| Sierichstraße 108 ·        | Emil Hammerschlag                        | Hier wohnte Emil Hammerschlag Jg. 1882 deportiert 1941 Minsk ermordet |        | Eintrag auf stolpersteine-hamburg.de |
| Sierichstraße 110 ·        | Frank Loew                               | Hier wohnte Frank Loew Jg. 1933 Flucht 1936 Tschechien deportiert 1941 Theresienstadt 1942 Zamosc ermordet                                                                   |        | Eintrag auf stolpersteine-hamburg.de |
| Sierichstraße 110 ·        | Fritz Loew                               | Hier wohnte Fritz Loew Jg. 1905 Flucht 1936 Tschechien deportiert 1941 Theresienstadt 1942 Zamosc ermordet                                                                   |        | Eintrag auf stolpersteine-hamburg.de |
| Sierichstraße 110 ·        | Leonore Susi Loew                        | Hier wohnte Leonore Susi Loew Jg. 1929 Flucht 1936 Tschechien deportiert 1941 Theresienstadt 1942 Zamosc ermordet                                                            |        | Eintrag auf stolpersteine-hamburg.de |
| Sierichstraße 110 ·        | Margot Loew geb. Stern                   | Hier wohnte Margot Loew geb. Stern Jg. 1907 Flucht 1936 Tschechien deportiert 1941 Theresienstadt 1942 Zamosc ermordet                                                       |        | Eintrag auf stolpersteine-hamburg.de |
| Sierichstraße 127 ·        | Ilse Windesheim                          | Hier wohnte Ilse Windesheim Jg. 1922 verhaftet 1941 KZ Fuhlsbüttel deportiert 1942 Trawniki ermordet                                                                         |        | Eintrag auf stolpersteine-hamburg.de |
| Sierichstraße 127 ·        | Leonie Windesheim geb. Silberberg        | Hier wohnte Leonie Windesheim geb. Silberberg Jg. 1893 verhaftet 1941 KZ Fuhlsbüttel deportiert 1942 Trawniki ermordet                                                       |        | Eintrag auf stolpersteine-hamburg.de |
| Sierichstraße 132 ·        | Fanny Harrison geb. Sternberg            | Hier wohnte Fanny Harrison geb. Sternberg Jg. 1878 deportiert 1942 ermordet in Auschwitz                                                                                     |        | Eintrag auf stolpersteine-hamburg.de Ein weiterer Stolperstein befindet sich in Hamburg-Fuhlsbüttel. |
| Sierichstraße 132 ·        | Henriette Liebermann geb. Sanders        | Hier wohnte Henriette Liebermann geb. Sanders Jg. 1878 deportiert 1941 Łodz/Litzmannstadt ermordet                                                                           |        | Eintrag auf stolpersteine-hamburg.de |
| Sierichstraße 140 ·        | Ellen Hammerschlag                       | Hier wohnte Ellen Hammerschlag Jg. 1929 deportiert 1943 Theresienstadt 1944 Auschwitz ermordet                                                                               |        | Eintrag auf stolpersteine-hamburg.de |
| Sierichstraße 140 ·        | Herta Hammerschlag geb. Magnus           | Hier wohnte Herta Hammerschlag geb. Magnus Jg. 1907 deportiert 1943 Theresienstadt 1944 Auschwitz ermordet                                                                   |        | Eintrag auf stolpersteine-hamburg.de |
| Sierichstraße 140 ·        | Inge Hammerschlag                        | Hier wohnte Inge Hammerschlag Jg. 1933 deportiert 1943 Theresienstadt 1944 Auschwitz ermordet                                                                                |        | Eintrag auf stolpersteine-hamburg.de |
| Sierichstraße 140 ·        | Otto Hammerschlag                        | Hier wohnte Otto Hammerschlag Jg. 1900 Flucht 1939 Belgien deportiert 1942 Auschwitz ermordet 30.10.1942                                                                     |        | Eintrag auf stolpersteine-hamburg.de |
| Sierichstraße 152 ·        | Felix Rosenberg                          | Hier wohnte Felix Rosenberg Jg. 1878 Flucht 1939 Frankreich interniert Drancy deportiert 1943 ermordet in Auschwitz                                                          |        | Eintrag auf stolpersteine-hamburg.de |
| Sierichstraße 152 ·        | Paula Rosenberg                          | Hier wohnte Paula Rosenberg geb. Kauffmann Jg. 1892 Flucht 1939 Frankreich interniert Drancy deportiert 1942 ermordet in Auschwitz                                           |        | Eintrag auf stolpersteine-hamburg.de |
| Sierichstraße 152 ·        | Emmy Stern geb. Jacoby                   | Hier wohnte Emmy Stern geb. Jacoby Jg. 1874 deportiert 1942 Theresienstadt ermordet 20.2.1943                                                                                |        | Eintrag auf stolpersteine-hamburg.de |
| Sierichstraße 152 ·        | Ignatz Stern                             | Hier wohnte Dr. Ignatz Stern Jg. 1864 deportiert 1942 Theresienstadt ermordet 15.8.1942                                                                                      |        | Eintrag auf stolpersteine-hamburg.de |
| Sierichstraße 153 ·        | Hugo Friedmann                           | Hier wohnte Hugo Friedmann Jg. 1882 gedemütigt/entrechtet Flucht in den Tod 24.8.1942                                                                                        |        | Eintrag auf stolpersteine-hamburg.de |
| Sierichstraße 153 ·        | Emma Guttmann geb. Stavenhagen           | Hier wohnte Emma Guttmann geb. Stavenhagen Jg. 1873 deportiert 1942 Theresienstadt 1942 Minsk ???                                                                            |        | Eintrag auf stolpersteine-hamburg.de |
| Sierichstraße 153 ·        | Grete Lewin                              | Hier wohnte Grete Lewin geb. Hattendorf Jg. 1898 deportiert 1942 Theresienstadt 1944 Auschwitz ermordet                                                                      |        | Eintrag auf stolpersteine-hamburg.de |
| Sierichstraße 153 ·        | Else Luca geb. Dreyer                    | Hier wohnte Else Luca geb. Dreyer Jg. 1894 deportiert 1941 Łodz ??? |        | Eintrag auf stolpersteine-hamburg.de |
| Sierichstraße 153 ·        | Lucian Luca                              | Hier wohnte Lucian Luca Jg. 1899 1938 KZ Fuhlsbüttel deportiert 1941 Łodz ???                                                                                                |        | Eintrag auf stolpersteine-hamburg.de |
| Sierichstraße 153 ·        | Rudolf Luca                              | Hier wohnte Rudolf Luca Jg. 1919 1938 KZ Fuhlsbüttel deportiert 1941 Łodz ???                                                                                                |        | Eintrag auf stolpersteine-hamburg.de |
| Sierichstraße 153 ·        | Emil Mirabeau                            | Hier wohnte Emil Mirabeau Jg. 1872 vor Deportation Flucht in den Tod 15.7.1942                                                                                               |        | Eintrag auf stolpersteine-hamburg.de |
| Sierichstraße 153 ·        | Edith Schneeroff geb. Sisslé             | Hier wohnte Edith Schneeroff geb. Sisslé Jg. 1895 deportiert 1941 1942 weiterdep. ???                                                                                        |        | Eintrag auf stolpersteine-hamburg.de |
| Sierichstraße 153 ·        | Leo Schneeroff                           | Hier wohnte Dr. Leo Schneeroff Jg. 1894 deportiert 1941 Łodz ermordet 15.9.1942                                                                                              |        | Eintrag auf stolpersteine-hamburg.de |
| Sierichstraße 156 ·        | Lydia Zadik                              | Hier wohnte Lydia Zadik Jg. 1895 deportiert 1941 Łodz ermordet 6.7.1942 |        | Eintrag auf stolpersteine-hamburg.de |
| Sierichstraße 172 ·        | Wilhelm Ahrnke                           | Hier wohnte Wilhelm Ahrnke Jg. 1903 eingewiesen 1938 Alsterdorfer Anstalten ‚verlegt‘ 27.11.1941 Heilanstalt Tiegenhof ermordet 15.8.1942                                    |        | Eintrag auf stolpersteine-hamburg.de |
| Stammannstraße 9 ·         | Emma Mahnke geb. Kroll                   | Hier wohnte Emma Mahnke geb. Kroll Jg. 1872 eingewiesen 1943 Heilanstalt Langenhorn ‚verlegt‘ 14.7.1943 Heilanstalt Hadamar ermordet 12.11.1943                              |        | Eintrag auf stolpersteine-hamburg.de |
| Stammannstraße 12 ·        | Herbert Asser                            | Hier wohnte Herbert Asser Jg. 1905 vor Deportation untergetaucht versteckt gelebt befreit/überlebt                                                                           |        | Eintrag auf stolpersteine-hamburg.de |
| Stammannstraße 12 ·        | Bertha Eckelmann geb. Tetteles           | Hier wohnte Bertha Eckelmann geb. Tetteles Jg. 1884 deportiert 1945 Theresienstadt befreit                                                                                   |        | Eintrag auf stolpersteine-hamburg.de |
| Stammannstraße 13 ·        | Eleonore Meyer                           | Hier wohnte Eleonore Meyer Jg. 1868 deportiert 1942 Theresienstadt Minsk ermordet                                                                                            |        | Eintrag auf stolpersteine-hamburg.de |
| Stammannstraße 13 ·        | Mathilde Lina Meyer                      | Hier wohnte Mathilde Lina Meyer Jg. 1874 deportiert 1942 Theresienstadt Minsk ermordet                                                                                       |        | Eintrag auf stolpersteine-hamburg.de |
| Stammannstraße 27 ·        | Hertha Feiner                            | Hier wohnte Hertha Feiner Jg. 1896 deportiert 1943 Flucht in den Tod im Zug nach Auschwitz                                                                                   |        | Eintrag auf stolpersteine-hamburg.de |
| Timmermannstraße 16 ·      | Helga Heidelmann                         | Hier wohnte Helga Heidelmann ermordet 3.11.1943 ‚Heilanstalt‘ Wien |        | Eintrag auf stolpersteine-hamburg.de |
| Timmermannstraße 18 ·      | Bertha Berliner geb. Rosenblatt          | Hier wohnte Bertha Berliner geb. Rosenblatt Jg. 1868 deportiert 1942 Theresienstadt ermordet 24.8.1942                                                                       |        | Eintrag auf stolpersteine-hamburg.de |
| Wentzelstraße 14 ·         | Rosa Samson geb. Weiss                   | Hier wohnte Rosa Samson geb. Weiss Jg. 1890 Flucht 1936 Holland deportiert 1942 Auschwitz ermordet                                                                           |        | Eintrag auf stolpersteine-hamburg.de |
| Wentzelstraße 14 ·         | Rudolf Samson                            | Hier wohnte Rudolf Samson Jg. 1920 Flucht 1936 Holland deportiert 1942 Auschwitz ermordet                                                                                    |        | Eintrag auf stolpersteine-hamburg.de |
| Wiesendamm 145 ·           | Paula Henriette Meyer geb. Heymann       | Hier wohnte Paula Henriette Meyer geb. Heymann Jg. 1878 deportiert 1942 ermordet in Auschwitz                                                                                |        | Eintrag auf stolpersteine-hamburg.de |
| Willistraße 1 ·            | Else Fanny Pels                          | Hier wohnte Else Fanny Pels Jg. 1898 emigriert/Holland deportiert 1943 Sobibor ???                                                                                           |        | Eintrag auf stolpersteine-hamburg.de |
| Willistraße 8 ·            | Gabriele Kaftal                          | Hier wohnte Gabriele Kaftal Jg. 1922 deportiert 1941 Minsk ??? |        | Ein weiterer Stolperstein befindet sich an der Willistraße 12. |
| Willistraße 12 ·           | Gabriele Kaftal                          | Hier wohnte Gabriele Kaftal Jg. 1922 deportiert 1941 Minsk ??? |        | Eintrag auf stolpersteine-hamburg.de Ein weiterer Stolperstein befindet sich an der Willistraße 8. |
| Willistraße 12 ·           | Herbert Kaftal                           | Hier wohnte Herbert Kaftal Jg. 1894 deportiert 1941 Minsk ??? |        | Eintrag auf stolpersteine-hamburg.de Ein weiterer Stolperstein befindet sich in Hamburg-Harvestehude. |
| Willistraße 12 ·           | Hermann Kaftal                           | Hier wohnte Hermann Kaftal Jg. 1929 deportiert 1941 Minsk ??? |        | Eintrag auf stolpersteine-hamburg.de Weitere Stolpersteine befinden sich am Grasweg 72 und in Hamburg-Harvestehude. |
| Willistraße 12 ·           | Margharita Kaftal geb. Meier             | Hier wohnte Margharita Kaftal geb. Meier Jg. 1902 deportiert 1941 Minsk ???                                                                                                  |        | Eintrag auf stolpersteine-hamburg.de Ein weiterer Stolperstein befindet sich an der Hamburg-Harvestehude. |
| Willistraße 13 ·           | Elisabeth Bauscher                       | Hier wohnte Elisabeth Bauscher geb. Vogel Jg. 1895 deportiert 1942 ermordet in Auschwitz                                                                                     |        | Eintrag auf stolpersteine-hamburg.de |
| Willistraße 13 ·           | Olga Rosaly Vogel geb. Fürth             | Hier wohnte Olga Rosaly Vogel geb. Fürth Jg. 1871 gedemütigt/entrechtet Flucht in den Tod 18.7.1942                                                                          |        | Eintrag auf stolpersteine-hamburg.de |
| Willistraße 18 ·           | Hermann Feiner                           | Hier wohnte Hermann Feiner Jg. 1894 Selbstmord 5.7.1935 in Königstein/Taunus                                                                                                 |        | Eintrag auf stolpersteine-hamburg.de Ein weiterer Stolperstein befindet sich in Hamburg-Neustadt. |
| Zesenstraße 11 ·           | Melanie Peters geb. Waschinsky           | Hier wohnte Melanie Peters geb. Waschinsky Jg. 1900 deportiert 1942 ermordet in Auschwitz                                                                                    |        | Eintrag auf stolpersteine-hamburg.de |
| Zesenstraße 11 ·           | Eveline Waschinsky                       | Hier wohnte Eveline Waschinsky Jg. 1898 deportiert 1943 Theresienstadt 1943 Auschwitz ermordet                                                                               |        | Eintrag auf stolpersteine-hamburg.de |
| Zesenstraße 13 ·           | Susanne Wolf geb. Vogel                  | Hier wohnte Susanne Wolf geb. Vogel Jg. 1866 gedemütigt/entrechtet tot 13.7.1942                                                                                             |        | Eintrag auf stolpersteine-hamburg.de |
| Zesenstraße 15 ·           | Herbert Epstein                          | Hier wohnte Herbert Epstein Jg. 1892 deportiert 1942 Theresienstadt ermordet 6.12.1942                                                                                       |        | Eintrag auf stolpersteine-hamburg.de |
| Zesenstraße 15 ·           | Hermann Epstein                          | Hier wohnte Hermann Epstein Jg. 1857 deportiert 1942 Theresienstadt ermordet 28.9.1942                                                                                       |        | Eintrag auf stolpersteine-hamburg.de |